# Marco van Basten
Marcel van Basten, más conocido como Marco van Basten (Utrecht, 31 de octubre de 1964), es un exfutbolista y exentrenador neerlandés. Considerado como uno de los mejores delanteros de la historia, una grave lesión le obligó a retirarse como jugador de fútbol en 1995, aunque había jugado su último partido en 1993. Su demarcación habitual en el campo de juego era la de delantero centro, posición en la que llegó a jugar como único punta o acompañado de otro delantero. En algunas ocasiones también actuó como extremo derecho o media punta.
Con su primer club profesional, el Ajax de Ámsterdam, obtuvo tres Eredivisie, tres copas de los Países Bajos y la Recopa de Europa de la UEFA. Después, con el Associazione Calcio Milan, se proclamó dos veces campeón de la Copa de Europa, dos veces campeón de la Supercopa de Europa, dos de la Copa Intercontinental, tres veces campeón de la Serie A y dos de la Supercopa de Italia. Consiguió múltiples títulos individuales, entre ellos el Balón de Oro en tres ocasiones, siendo el tercer futbolista que más veces lo ha obtenido en la historia, junto con Johan Cruyff y Michel Platini. En 1999 fue proclamado el 2.o mejor futbolista neerlandés de todos los tiempos, tras Cruyff, y en 2004 fue elegido por la Federación Internacional de Historia y Estadística de Fútbol (IFFHS) el 12.o mejor futbolista del siglo. En 2004, una votación nacional lo escogió en el número 25 de las personalidades más importantes de los Países Bajos, siendo el segundo deportista tras Cruyff. El 14 de diciembre de 2020 fue incluido como delantero centro en el tercer Dream Team histórico del Balón de Oro.
Con la selección de fútbol de los Países Bajos disputó 58 partidos, en los cuales anotó 24 goles y ganó la Eurocopa 1988 ante la Unión Soviética. En 2004 fue nombrado entrenador de la selección de su país, cargo en el que se mantuvo hasta junio de 2008, tras disputar la Copa Mundial de Fútbol de 2006 y la Eurocopa 2008. En julio de 2008, firmó un contrato con el Ajax de Ámsterdam, equipo al que entrenó hasta final de dicha temporada. Posteriormente también dirigió al Sportclub Heerenveen y al AZ Alkmaar.

## Trayectoria como jugador

### Inicios
Nació en Utrecht, donde creció y comenzó su carrera futbolística a los seis años, en el UCS EDO, un club aficionado de la ciudad. Tras disputar una temporada con dicho equipo, fichó por el UVV Utrecht, en el que permaneció hasta la temporada 1979. Durante la misma, se cambió a otro club de la ciudad, el USV Elinkwijk en el cual jugó únicamente una temporada antes de ser fichado por el Ajax de Ámsterdam. A los doce años Leo Beenhakker había querido ficharlo para el Feyenoord de Róterdam, y poco después lo había intentado también el PSV Eindhoven, pero la distancia de ambas ciudades con respecto a Utrecht lo evitaron.

### Ajax

#### Primeros años

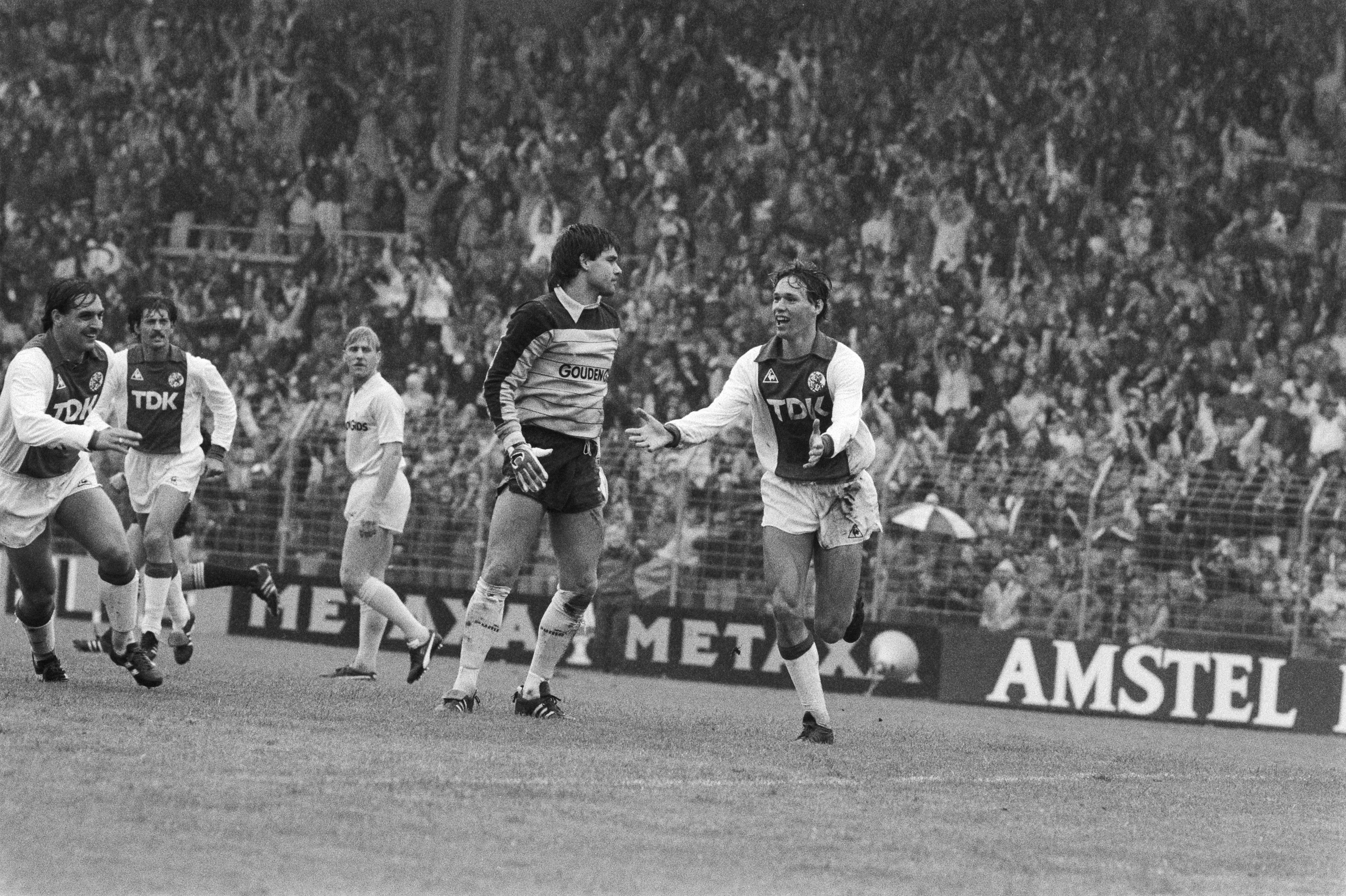
Van Basten en un partido ante el Feyenoord de Róterdam en Ámsterdam tras marcar el segundo gol (1983)

A los dieciséis años estuvo nueve meses sin jugar debido a dolores durante su crecimiento. A pesar de ello se incorporó a las categorías inferiores del Ajax de Ámsterdam en 1980, gracias al entrenador Aad de Mos. En sus primeros meses formó parte del equipo juvenil (A1), pero pronto comenzó a entrenar con el segundo equipo sénior, el Jong Ajax. En febrero de 1981, tras una apendicitis del delantero titular del segundo equipo, Rini van Roon, debutó marcando 4 goles.
En la temporada 1981-82 comenzó a realizar algunos entrenamientos con el primer equipo, y ante las lesiones de varios jugadores fue convocado por primera vez el 3 de abril de 1982 ante el NEC Nimega. El entrenador Kurt Linder decidió que jugase tras el descanso como sustituto de Johan Cruyff. En ese partido marcó su primer gol, el único de una temporada en la que además ganó el título de liga con una diferencia de 5 puntos. Sin embargo, únicamente disputó ese partido de liga, ya que en vez de presentarse para disputar el siguiente encuentro ante el Sparta de Róterdam decidió jugar con la selección juvenil neerlandesa el Torneo Internacional de Cannes, por lo que no volvió a ser convocado con el primer equipo.
La siguiente temporada le sirvió para ir ganando minutos en el equipo y para afianzarse en la delantera, aunque tuvo que compaginar el fútbol con sus estudios de bachillerato. En la copa neerlandesa ganaron al NAC Breda, al ADO La Haya, al Roda JC Kerkrade y al PSV Eindhoven (anotó 1 gol en el partido de ida), para llegar a la final ante el NEC Nimega. El partido de ida se disputó el 10 de mayo y ganaron por 3-1. Van Basten solo disputó la primera parte. Aunque no jugó el partido de vuelta siete días más tarde, el resultado volvió a ser el mismo, proclamándose campeón de copa. También ganaron el título de liga, cediendo únicamente dos derrotas en toda la temporada, ante el Football Club Groningen y el PSV Eindhoven. Van Basten jugó 20 partidos y anotó 9 goles.

#### 1983-84
En la temporada 1983-84 fue titular indiscutible en el Ajax y a finales de septiembre ya había marcado 12 goles. Además, debutó con la selección neerlandesa el 7 de septiembre, ante Islandia y marcó en sus dos siguientes encuentros internacionales. Sin embargo, a principios de noviembre sufrió mononucleosis infecciosa, por lo que no pudo volver a entrenar hasta enero. Finalmente disputó un total 26 partidos, en los que marcó 28 goles, pero solo pudieron ser terceros en la liga. Se convirtió en el máximo goleador de la liga, título que ostentó de forma consecutiva hasta su salida del club. Además, con esos 28 goles fue el ganador de la Bota de Plata al segundo mejor goleador de Europa, solo superado por Ian Rush del Liverpool Football Club. Fueron eliminados en la tercera ronda de la copa ante el Feyenoord de Johan Cruyff, y en la prórroga de los dieciseisavos de final de la Copa de Europa ante el Olympiakos de El Pireo.

#### 1984-85

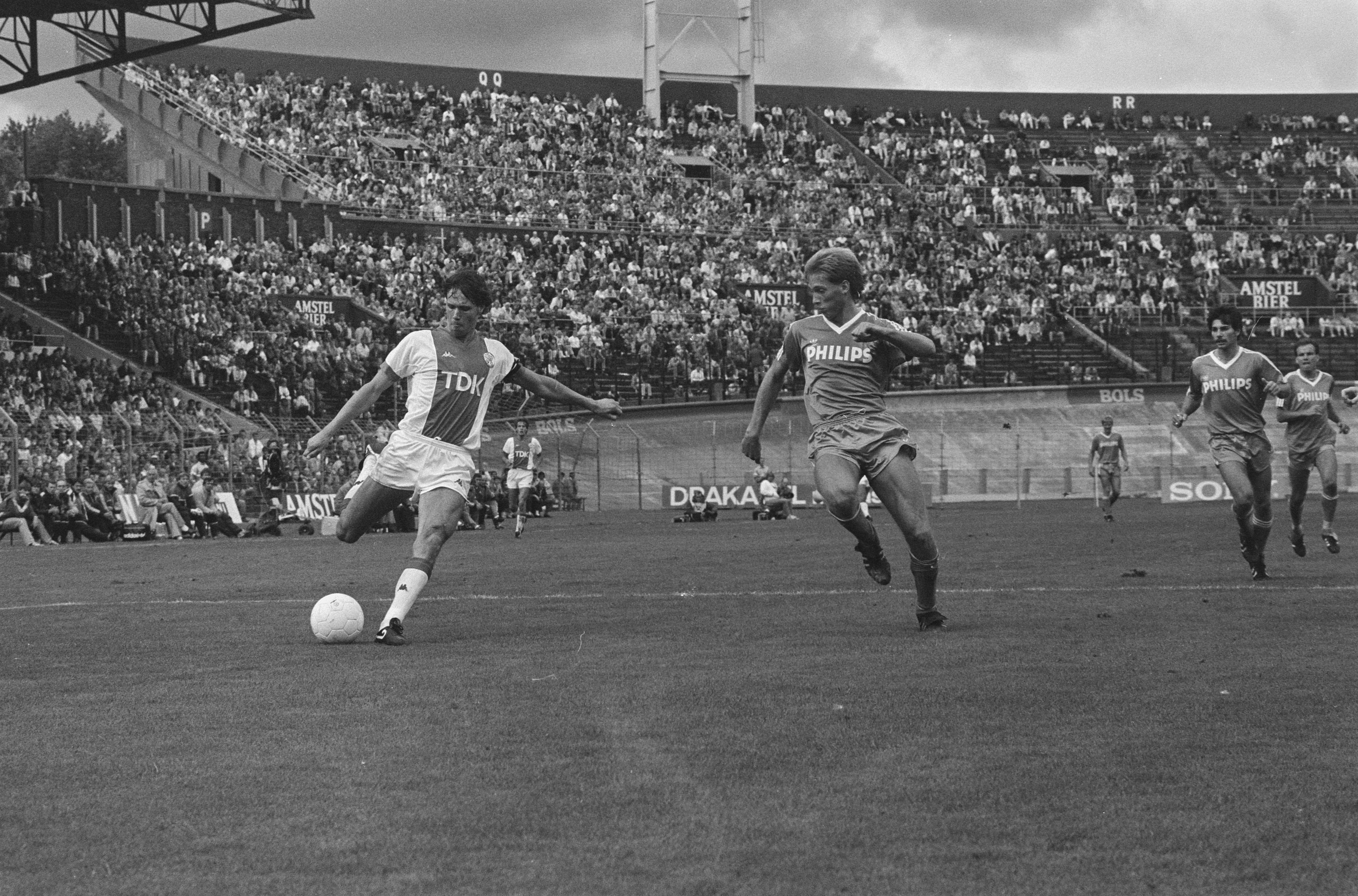
Van Basten en un partido ante el PSV Eindhoven (31 de agosto de 1986)

En la temporada 1984-85 volvieron a ganar el título de liga, siendo el equipo más goleador del campeonato. Fue el máximo artillero liguero con 22 goles en 33 partidos y se proclamó mejor jugador del campeonato para la Unión de Futbolistas Profesionales Neerlandeses (VVCS). La buena relación de van Basten y John van 't Schip con Johan Cruyff, al que iban a visitar frecuentemente a su casa, generó problemas con el entrenador Aad de Mos, que les retiró la titularidad. Una derrota ante el HFC Haarlem en liga y otros enfrentamientos que había tenido con sus jugadores provocaron su despido el 6 de mayo de 1985. Fue sustituido hasta el final de temporada por un entrenador interino. En copa fueron eliminados por el PSV Eindhoven, después de perder en el partido de desempate por 2-0, y en la Copa de la UEFA cedieron en los penaltis ante el Bohemians 1905. En esta competición se habían enfrentado en primera ronda ante el Football Club Differdange 03 y van Basten había anotado 5 goles en 1 partido.

#### 1985-86
En la temporada 1985-86 Cruyff fue el entrenador del Ajax y nombró a van Basten capitán del equipo con tan solo veinte años. Van Basten ganó la Bota de Oro, otorgada al máximo goleador de Europa, título que obtuvo tras anotar 37 goles en el campeonato liguero. Esa temporada anotó 5 goles ante el Heracles Almelo y 6 contra el Sparta, cantidad alcanzada en un solo partido únicamente por Cruyff en la temporada 1970-71. A pesar de no obtener el título de liga, el A. F. C. Ajax ganó la copa neerlandesa tras eliminar al Sparta Róterdam (3-0), al Football Club Utrecht (0-4), al RCH FC (1-3), al FC Groningen (1-0), al NEC Nimega (1-3) y por último al RBC Roosendaal, al que ganaron en la final por un claro 3-0. En la Copa de Europa fueron eliminados por el Fútbol Club Oporto.

#### 1986-87

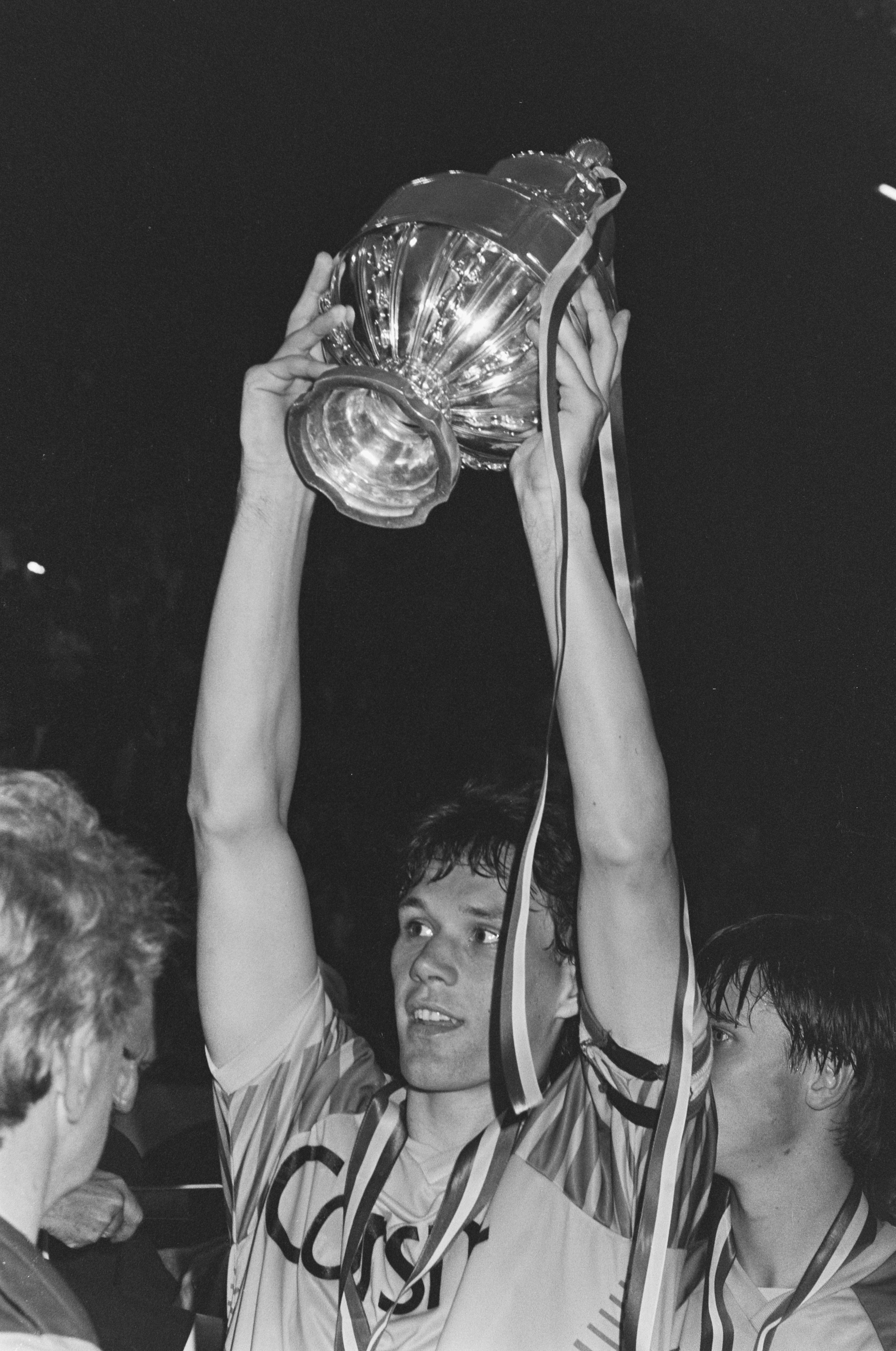
Van Basten con el trofeo de campeón de la Copa de los Países Bajos (6 de junio de 1987)

En 1986 Silvio Berlusconi se convirtió en el nuevo presidente del Associazione Calcio Milan. En julio citó a van Basten en su villa de Árcore, para intentar ficharlo. Finalmente no se pudo concretar el traspaso esa temporada por la falta de tiempo, pero a los dos meses de la reunión, Berlusconi hizo el fichaje efectivo para la siguiente temporada. En su última temporada con el Ajax, volvió a ganar el título de máximo goleador de la liga marcando 27 goles en 31 partidos, entre ellos uno de sus goles más famosos, el 9 de noviembre de 1986, ante el FC Den Bosch. Este año fue su primera aparición en la votación para adjudicar el Balón de Oro, donde terminó octavo. Van Basten había tenido molestias en el tobillo izquierdo desde marzo de 1986 en un partido de copa contra el RCH FC. Además, se había lesionado en el tobillo derecho el 7 de diciembre de 1986 ante el Groningen. Una semana más tarde, y aprovechando el parón invernal, fue operado del tobillo izquierdo por René Marty. En la rehabilitación cargó demasiado el derecho y a partir de entonces apenas terminaba los entrenamientos por unos dolores constantes.
En las últimas jornadas de liga Cruyff habló con él, aconsejándole que se marchara a Italia ganando un título europeo que le diese categoría y relevancia internacional. En esta temporada disputó por primera vez la Recopa de Europa, donde debutó anotando un gol ante el Bursaspor turco. Posteriormente vencieron al Olympiakos de El Pireo griego, al Malmö FF sueco y al Real Zaragoza español para acceder a la final. Acordó con Cruyff que cuando hubiese un partido europeo entre semana, el fin de semana anterior no jugaría en la liga. Antes de la final de la Recopa, entre semana, se jugaba un partido importante en la liga. Van Basten quiso jugar, pero Cruyff le recordó el acuerdo, por lo que no jugó el partido. El Ajax perdió el encuentro y después el título. Sin embargo, esa semana van Basten jugó la final de la Recopa ante el 1. FC Lokomotive Leipzig, marcó el único gol de la final y ganó el título.
En la copa derrotaron al USV Elinkwijk, al VV Rheden, al Sparta de Róterdam, al Vitesse Arnhem y al Football Club Groningen. En la final se enfrentaron al FC Den Haag el 5 de junio y tras la prórroga ganaron por 2-4. Los dos primeros goles fueron de Bosman y en los minutos 104 y 106 los goles definitivos fueron obra de van Basten, que ganó así su tercera copa neerlandesa. Su último partido con el Ajax fue en el Estadio De Meer el 31 de mayo de 1987 en el encuentro que finalizaba la liga, ante el PEC Zwolle.

### Milan

#### 1987-88

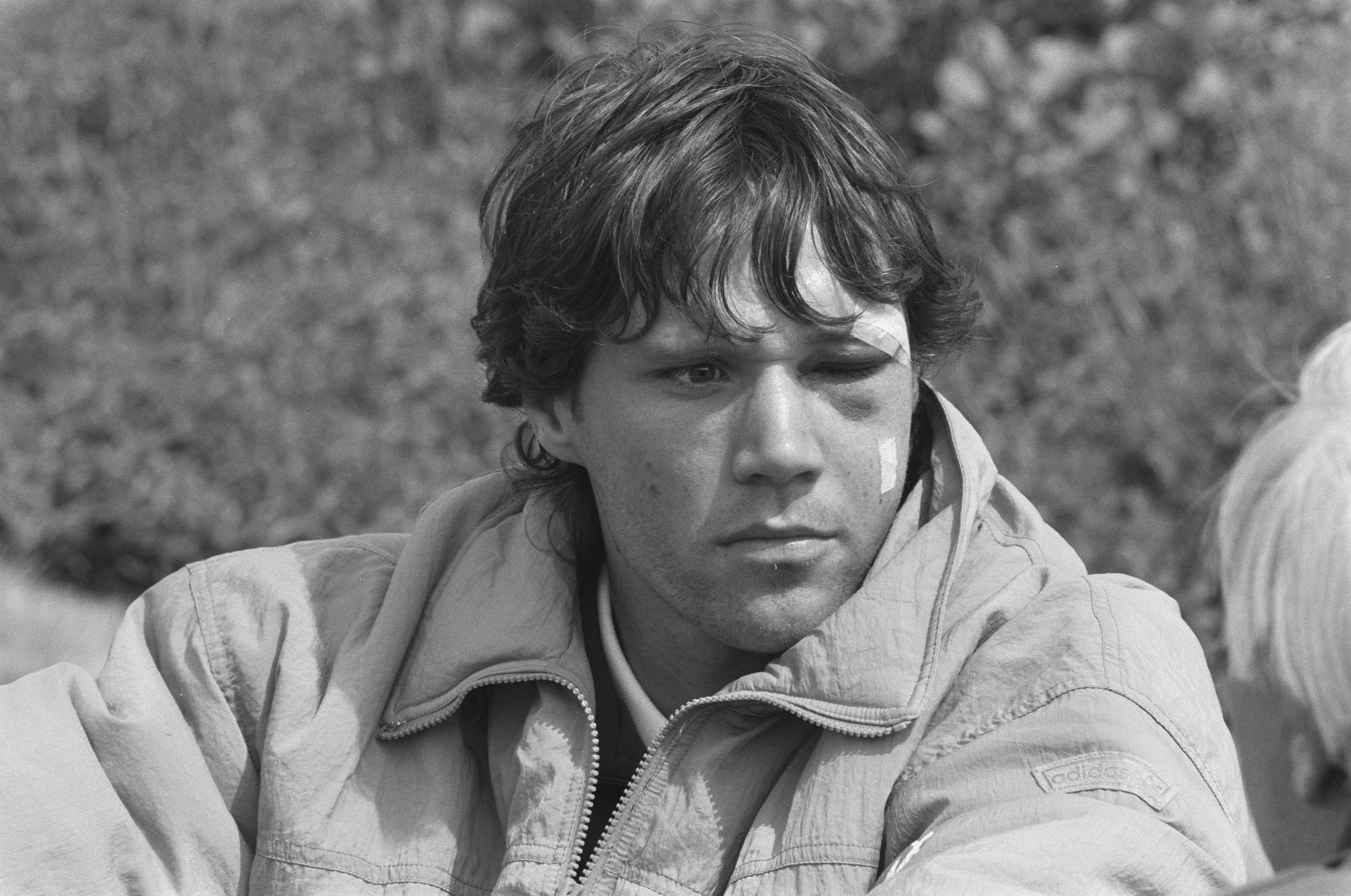
Van Basten en la concentración de la selección neerlandesa tras ser operado del pómulo

Con veintitrés años el Associazione Calcio Milan pagó dos millones y medio de dólares por su traspaso donde coincidió con su compatriota Ruud Gullit, bajo las órdenes del entrenador Arrigo Sacchi. Sus primeros partidos fueron en la Copa Italia, en la que fueron eliminados en dieciseisavos de final ante el Ascoli Calcio 1898 FC. Jugó un total de 5 partidos y anotó 5 goles, el primero de ellos en su debut con el equipo ante el Bari. El 13 de septiembre de 1987, jugó su primer partido de liga y también marcó en su debut, de penalti. Sin embargo, estuvo ausente gran parte de la temporada debido a una operación de clavícula y otra del tobillo derecho que se había lesionado la temporada anterior. En el Balón de Oro quedó en sexto lugar. Avanzada ya la liga volvió a jugar, marcó su segundo gol ante el Ascoli y ayudó al equipo en persecución del líder, el Società Sportiva Calcio Napoli. En la 28.ª jornada de liga de las 30 que componían el calendario, el Napoli era el primer clasificado con 42 puntos y el Milan segundo con 41. A los 36 minutos del partido que los enfrentaba a ambos, Virdis marcó para el Milan, pero Maradona, máximo goleador ese año, empató antes del descanso. En la reanudación otra vez Virdis adelantó a su equipo y van Basten puso el 1-3 en el marcador, para ganar el encuentro y dos jornadas después, el título de liga.
Tras recuperarse de la operación, en los últimos partidos salió como suplente, sumando al final de la temporada un total de 3 goles en 11 partidos. También disputó la Copa de la UEFA, en la cual jugó 3 partidos, sin marcar ningún gol. Después de esa temporada, desgraciada en lo personal por las lesiones, fue convocado para ir a la Eurocopa con la selección neerlandesa. Comenzó como suplente y poco a poco fue adquiriendo un protagonismo esencial para adjudicarse el título. Tras la liga, el 19 de mayo jugó con el Milan un partido amistoso ante el Real Madrid Club de Fútbol en el cual recibió un pelotazo del portero rival. Perdió brevemente la memoria a corto plazo y tuvo que ser operado de una fractura en el pómulo izquierdo.

#### 1988-89
En la copa italiana, fueron eliminados en la segunda ronda por el Hellas Verona Football Club. Disputó 4 partidos y logró 3 goles. En agosto marcó un gol en el minuto 90 de la Supercopa de Italia, contra el Unione Calcio Sampdoria, y se adjudicó la primera edición del título. En diciembre obtuvo su primer Balón de Oro de la revista France Football, por delante de sus compañeros de equipo, los neerlandeses Frank Rijkaard y Ruud Gullit. En liga logró 19 goles y se convirtió en el segundo máximo goleador, pero el equipo solo pudo ser tercero tras el Inter de Milán y el Napoli. Sus goles destacaron principalmente en la Copa de Europa, donde anotó 10 goles en 9 partidos, cuatro de ellos al PFC Levski Sofia, convirtiéndose en máximo anotador del torneo y contribuyendo a la consecución del título. Marcó también contra el Estrella Roja de Belgrado, el Werder Bremen y el Real Madrid Club de Fútbol. La final la disputaron contra el Steaua de Bucarest, al que ganaron por 4-0, dos de Ruud Gullit y los otros dos suyos.

#### 1989-90
En la copa italiana llegaron a la semifinal ante el Napoli, ante el que empataron en la ida (0-0) y ganaron en la vuelta por 3-1, con un gol suyo y dos de Massaro. En la final se enfrentaron al Juventus de Turín, ante el que empataron a 0 en la ida y perdieron en la vuelta tras un gol de Galia. Disputó 4 partidos en los que marcó únicamente el gol ante el Napoli. El 23 de noviembre de 1989 disputó la Supercopa de Europa ante el Fútbol Club Barcelona. Empataron a uno en el Camp Nou, con un gol suyo, y en la vuelta un gol de Evani les dio el título. Poco más tarde, el 17 de diciembre de 1989, se disputó en Tokio, y ante 60 228 personas, la Copa Intercontinental ante el colombiano Atlético Nacional. El partido fue difícil y solo pudieron ganar en la prórroga gracias a un gol de Evani en el minuto 119. Después de ese título, van Basten recibió su segundo Balón de Oro de la France Football como mejor jugador de Europa, por delante de sus compañeros Franco Baresi y Frank Rijkaard.
En la Copa de Europa, lograron eliminar en segunda ronda al Real Madrid y al KV Malinas. Ante los dos equipos anotó y ante el Malinas lo hizo en el minuto 106, en la prórroga. En las semifinales se enfrentaron al Bayern de Múnich y también anotó en el único gol del partido de ida. El último partido antes de revalidar el título de campeones los enfrentó a los portugueses del SL Benfica, a los cuales derrotaron el 23 de mayo de 1990 en Viena por 1-0, gol de Rijkaard en el minuto 68. En liga fue el máximo anotador, pero un año más se resistió el título, ya que el Napoli terminó con 51 puntos, por los 49 del Milan. La Federación Italiana de Fútbol había dado la victoria al Napoli tras recibir un golpe en la cabeza con una moneda uno de sus jugadores. Posteriormente, y a falta de dos jornadas, ambos equipos estaban empatados a puntos, pero en la 33.ª jornada el Milan perdió ante el Hellas Verona, equipo que descendió esa temporada, y cedió el liderato y el título al Napoli. En este partido el árbitro no concedió 2 penaltis al Milan, expulsó a Sacchi, a Rijkaard, a van Basten por quitarse la camiseta y a Costacurta a dos minutos del final cuando anotó el Verona el gol de la victoria.
En el verano de 1990 disputó el Mundial con la selección neerlandesa, con la aspiración de ganar el trofeo. Eran uno de los equipos favoritos, ya que venían de ganar dos años antes la Eurocopa, pero en los octavos de final fueron derrotados por Alemania.

#### 1990-91
En la copa italiana no jugó hasta el partido de vuelta de las semifinales ante el Associazione Sportiva Roma. Sacchi sacó a van Basten para intentar ganar la eliminatoria, pero este marcó un gol en propia meta y propició la derrota y la eliminación de su equipo. En liga solo marcó 11 goles en 31 partidos y en la Copa de Europa se vieron enfrascados en una de las mayores polémicas de la historia de la competición. En los cuartos de final, empataron a 1 en la ida ante el Olympique de Marsella, y en la vuelta perdían por 1-0, cuando misteriosamente se apagaron los focos del estadio y el partido se suspendió momentáneamente. Cuando la luz se restableció el Milan se negó a salir de los vestuarios, por lo cual fueron eliminados del torneo y sancionados a no disputar competiciones europeas durante el siguiente año. Anteriormente, el Milan volvió a ganar la Supercopa de Europa ante el Unione Calcio Sampdoria por 1-1 y 2-0, aunque van Basten no disputó ninguno de los 2 partidos.
El 9 de diciembre ganó la Copa Intercontinental por 3-0 ante el Club Olimpia paraguayo. Dio dos balones al palo, pero sus rechaces fueron aprovechados para marcar gol por sus compañeros. En la liga fueron colíderes en la 19.ª jornada, pero a partir de ahí siempre estuvieron por detrás del Unione Calcio Sampdoria, que se adjudicó el título con 5 puntos de diferencia. A final de temporada van Basten tuvo una discusión con Sacchi, que no renovó su contrato con el equipo y se convirtió en el nuevo seleccionador italiano.

#### 1991-92
Para esta temporada Fabio Capello era el nuevo entrenador. Creó un nuevo equipo que fue apodado como «Los Invencibles de Capello», en sustitución de «Los inmortales de Sacchi». En la Copa Italia perdieron en semifinales ante la Juventus, tras terminar 1-0 en el global de la eliminatoria. Van Basten disputó 7 partidos en los que marcó 4 goles. En el resto de la temporada el equipo no perdió ni un solo partido en toda la liga (alcanzaron los 58 partidos sin derrotas en la liga) y cedieron únicamente 12 empates. Así, se proclamó campeón de liga, y por segunda vez en su carrera máximo anotador del campeonato italiano con 25 goles en 31 partidos.
Después del fracaso en la Copa Mundial de 1990 celebrada en Italia, la selección neerlandesa fue a la Eurocopa 1992 en Suecia con la intención de ser la primera selección en revalidar el título de campeón. Sin embargo, en las semifinales fueron eliminados en los penaltis por Dinamarca, que fue la nueva campeona de Europa.

#### 1992-93
El 30 de agosto de 1992, se disputó la Supercopa de Italia, que les enfrentó al Parma. Ganó otra vez el título en el Estadio Giuseppe Meazza (2-1), con un gol suyo y otro de Massaro. Este año, debido a las lesiones, solo jugó un partido de la copa italiana, en el cual no marcó ningún gol y el equipo fue eliminado en las semifinales, esta vez contra el Associazione Sportiva Roma por 2-0 y 0-1. En la liga, comenzó de forma imparable: en la jornada 13 ya había marcado su decimotercer gol y el equipo aventajaba al Inter en 4 puntos. Ante el Società Sportiva Calcio Napoli marcó 4 goles, ante el Delfino Pescara 1936 3 y ante el ACF Fiorentina 2, en un partido que terminó 3-7 a favor. Sin embargo, solo jugó 15 partidos en toda la liga debido a sus múltiples lesiones y operaciones, a pesar de lo cual el equipo se adjudicó el título con 4 puntos de diferencia respecto al Inter.
En la Copa de Europa ganaron al NK Olimpija Ljubljana por 4-0 y 3-0 (anotó 2 goles) y al ŠK Slovan Bratislava por 0-1 y 0-4, para acceder a la liguilla. En esta quedaron primeros de grupo ganando los 6 partidos ante el IFK Göteborg (en Estadio Giuseppe Meazza anotó 4 goles), el Fútbol Club Oporto y el PSV Eindhoven. Gracias al gran momento deportivo del Milan y a sus goles, fue galardonado con su tercer Balón de Oro y se convirtió junto a Johan Cruyff y Michel Platini en los únicos jugadores con tres títulos. Después tuvo que operarse del tobillo el 21 de diciembre y volvió a los terrenos de juego tras cinco meses, para disputar infiltrado la final ante el Olympique de Marsella. El partido fue el 26 de mayo de 1993, ante 64 400 personas, pero se retiró del terreno de juego en el minuto 86 en el que fue su último partido como profesional. Perdió el encuentro y la que hubiera sido su tercera Copa de Europa.

### Selección neerlandesa

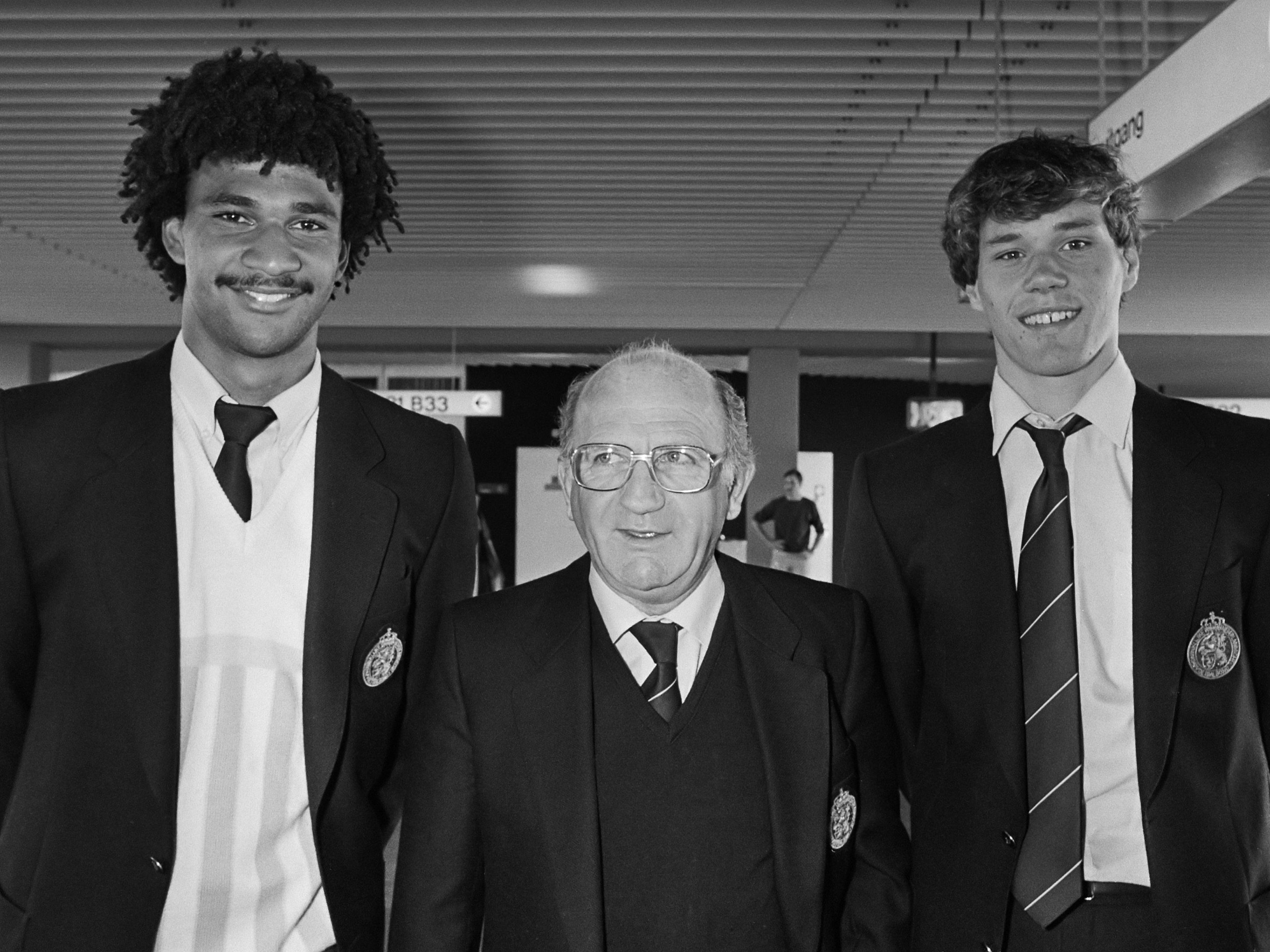
Van Basten concentrado con la selección neerlandesa en 1983 junto a Ruud Gullit y Kees Rijvers

#### Mundial Sub-20 1983
En 1982 destacó en el Torneo Internacional de Cannes en categoría juvenil, en la que marcó varios goles y la selección fue tercera. Se dio a conocer internacionalmente en la Copa Mundial de Fútbol Juvenil de 1983, donde jugó 4 partidos y marcó 2 goles bajo la dirección de Kees Rijvers. En la liguilla preliminar del torneo se vieron encuadrados en el grupo C, junto a Brasil (1-1, futura campeona del torneo), Nigeria (0-0) y la Unión Soviética (3-2 con gol suyo). En los cuartos de final se enfrentaron a Argentina, una de las favoritas a la victoria final. En el minuto cuatro, van Basten sorprendió a sus defensores y marcó un gol, para irse al descanso con 1-0 a su favor. En la reanudación Jorge Borelli igualó el partido y cuando se acercaba el final del partido, tres jugadores de la selección neerlandesa (Vanenburg, Teuben y Duut) fueron expulsados y el partido se decantó del lado argentino, que en el minuto 90 obtuvo el gol de la victoria, eliminando a los neerlandeses del torneo. Johan Cruyff llegó a presentarlo ante el resto de entrenadores como «el nuevo Johan Cruyff». También disputó la clasificatoria para la Eurocopa Sub-21 de 1984, pero no pasaron de ronda, a pesar de que anotó varios goles.

#### Clasificación Eurocopa 1984 y Mundial 1986
En el grupo de clasificación para la Eurocopa 1984, la selección neerlandesa tuvo como máximo rival a España, que finalmente se clasificó como primera de grupo, empatada a puntos, pero con mejor diferencia de goles, gracias al 12–1 que anotaron en el último partido ante Malta. Van Basten disputó 2 partidos, en los que anotó un importante gol ante Irlanda. Sin embargo, debido a un proceso infeccioso estuvo tres semanas sin jugar. Tampoco se clasificaron para la Copa Mundial de Fútbol de 1986. Estaban encuadrados en el grupo 5 de clasificación, donde finalizaron por detrás de Hungría. Disputaron la repesca, pero fueron eliminados por Bélgica. Anotó 1 gol en 6 partidos.

#### Eurocopa 1988

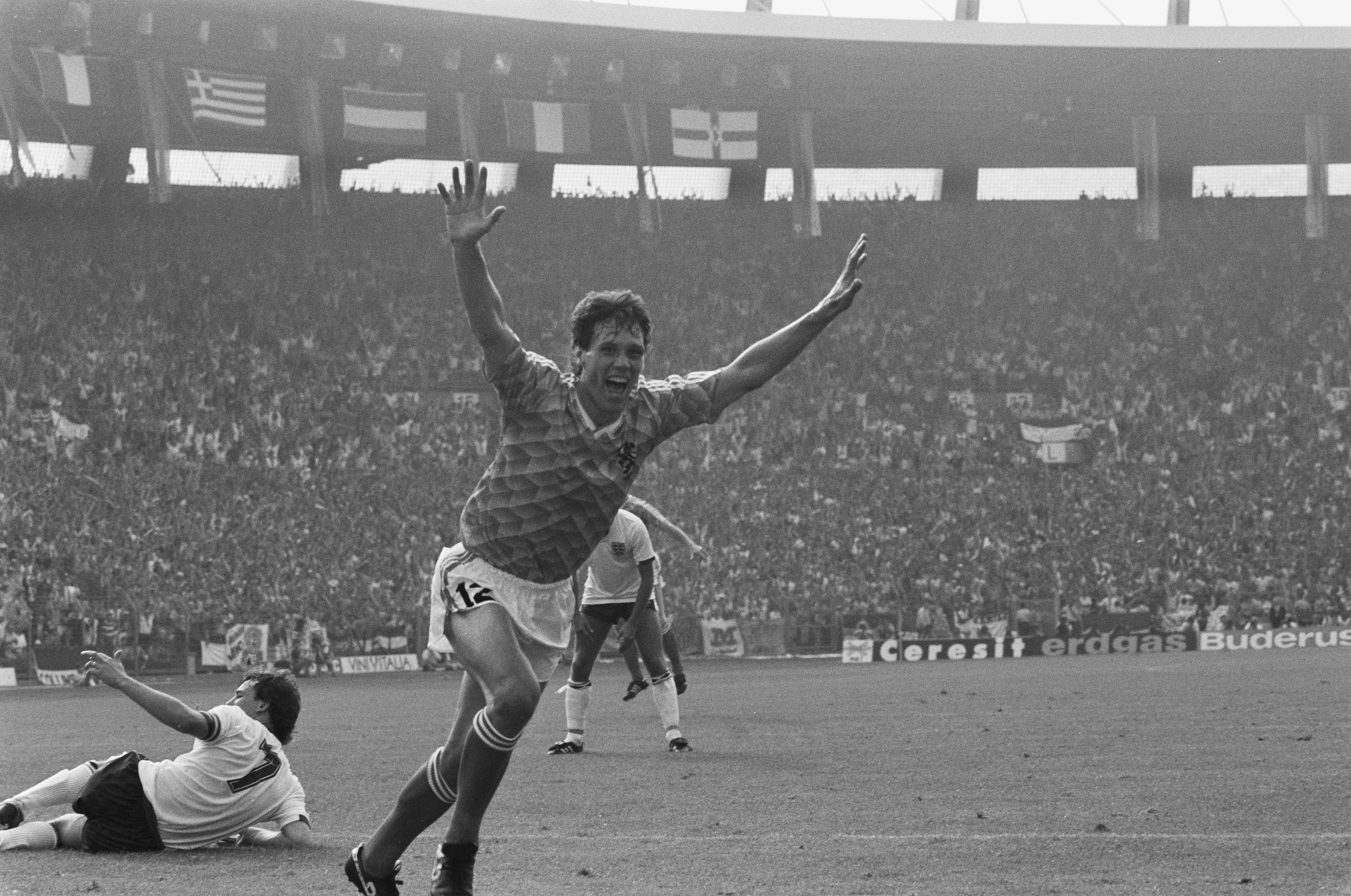
Van Basten tras anotar ante Inglaterra en la Eurocopa de 1988

En la Eurocopa 1988 comenzó en el banquillo, debido a que no jugó apenas en toda la temporada en el AC Milan y hacía 8 meses que no jugaba con la selección. Participó en 5 partidos de clasificación, anotando 2 goles, pero la falta de minutos en su equipo hizo que Rinus Michels se decantara para el primer partido por John Bosman, excompañero en el Ajax y que esa temporada había anotado 25 goles en la Eredivisie. Perdieron el primer partido contra la Unión Soviética por 0-1, pero tres días más tarde Michels lo incluyó en el equipo por Bosman y anotó 3 goles para dar la victoria ante Inglaterra. El último partido del grupo era vital, Irlanda tenía 4 puntos y la selección neerlandesa 3. Esto hacía que los neerlandeses necesitaran una victoria que consiguieron al ganar a Irlanda por 1-0 con gol de Wim Kieft.
Como segundos se enfrentaron a los primeros del otro grupo, Alemania Federal. Se adelantaron los alemanes por medio de Lothar Matthäus de penalti, empató Koeman también de penalti tras derribar a van Basten en el área, que además marcó el definitivo gol. La final contra la Unión Soviética se disputó el 25 de junio en el Estadio Olímpico de Múnich ante 72 308 personas. Ruud Gullit marcó el primer gol de cabeza y posteriormente van Basten anotó otro de volea. Recibió además la Bota de Oro, otorgada al máximo goleador de la Eurocopa (5 goles), que ganó por delante de Rudi Völler (2 goles) y Oleg Protásov (2 goles).

#### Mundial 1990
En la Copa Mundial de Fútbol de 1990 los Países Bajos eran uno de los grandes favoritos, después de haberse proclamado campeones de la Eurocopa dos años antes. Van Basten estaba en un gran estado de forma esa temporada, pero los resultados del equipo no fueron buenos. En la fase de clasificación hubo problemas entre el seleccionador Thijs Libregts y Ruud Gullit, que ya habían coincidido anteriormente en el Feyenoord. Tras conseguir la clasificación Gullit, como capitán de la selección, acudió a la Real Asociación Neerlandesa de Fútbol para indicarles que no querían a Libregts como seleccionador. Rinus Michels era el responsable de asuntos técnicos, y habló con los jugadores sobre el futuro seleccionador. Propuso a Leo Beenhakker, Johan Cruyff y Aad de Mos. Los jugadores votaron por Cruyff, pero Michels optó por Beenhakker, al que presentó en abril. Gullit escribía contra Michels en una columna del Algemeen Dagblad, mientras van Basten lo acusaba de que habían sido utilizados para despedir a Libregts. La Federación prohibió a los jugadores hablar con los medios de comunicación y exigió una disculpa de van Basten.
El ambiente continuó siendo negativo en la selección y su concentración se realizó en un castillo de Yugoslavia, totalmente recluidos. En la primera fase empataron los 3 partidos que jugaron ante Inglaterra, Irlanda y Egipto, en los que únicamente anotaron 2 goles. Como terceros de grupo jugaron contra el campeón del grupo D, Alemania Federal. El partido estuvo plagado de tensión (Rijkaard escupió a Völler), aunque los goles de Jürgen Klinsmann y de Andreas Brehme decantaron la balanza a favor de los alemanes que ganaron 2-1 (gol de Ronald Koeman en el minuto 89) y eliminaron a los neerlandeses.

#### Eurocopa 1992
El 10 de junio de 1992 comenzó la novena edición de la Eurocopa, último torneo de selecciones que disputó. Se impusieron en la clasificación a selecciones como Grecia o Portugal y anotó 8 goles en 8 partidos (5 a Malta). En la fase final ganaron a Escocia con un gol de Dennis Bergkamp, empataron a 0 ante la Comunidad de Estados Independientes y en el último partido ganaron a Alemania por 3-1, con goles de Rijkaard, Witschge y Bergkamp. En las semifinales se enfrentaron a Dinamarca, selección que no se clasificó, pero que debido a la guerra yugoslava fue invitada a última hora. Ante los neerlandeses lograron adelantarse por dos veces, pero Rijkaard empató a dos en el minuto 86. La prórroga no cambió nada y en los penaltis van Basten fue el único que no marcó, con la consecuente eliminación de su selección.

### Lesiones y retirada

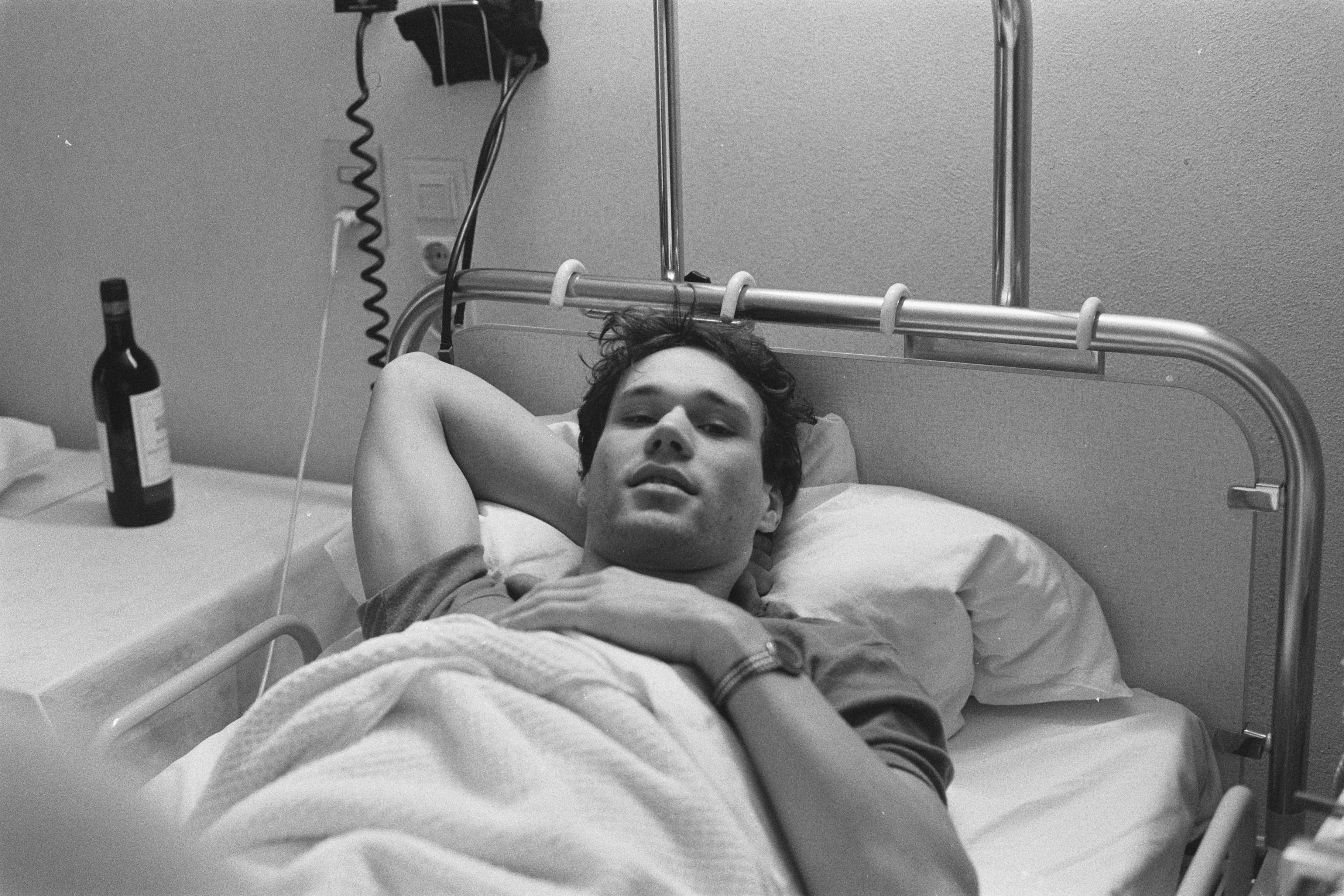
Van Basten tras la operación en el tobillo derecho en diciembre de 1986

En marzo de 1986 se lesionó del tobillo izquierdo, el cual se operó en diciembre. Antes de la operación también se había lesionado del derecho, del que se había roto los ligamentos. En su primera temporada con el AC Milan, la 1987-1988, tuvo que operarse de esta rotura en diciembre de 1987, causa por la que se perdió casi toda la temporada, disputando únicamente 11 partidos de liga. Tras varios meses con dolores intensos, Marty lo volvió a operar del tobillo derecho el 21 de diciembre de 1992. Se esperaba que su recuperación fuese de cuatro semanas, pero solo retornó para disputar 3 partidos, el último de ellos en la final de la Liga de Campeones de la UEFA ante el Olympique de Marsella el 26 de mayo de 1993. En dicha final jugó infiltrado debido a los dolores que sufría y fue sustituido en el minuto 85. En junio fue operado nuevamente del tobillo derecho por Marc Martens, médico que lo había operado de la rodilla en septiembre de 1989. Tras no mostrar mejoría durante un año, en junio de 1994 Martens sugirió que llevase el aparato Ilizárov durante tres meses.
Después de una leve mejoría, el seleccionador Dick Advocaat lo convocó para ir al Copa Mundial de Fútbol de 1994 y en un principio aceptó, pero el Milan presionó para que no jugase debido a que no estaba totalmente recuperado. No volvió a jugar ningún partido oficial desde la final de 1993 contra el Olympique. Tras llevar el aparato y tener más dolores, en 1995 anunció en una rueda de prensa que se retiraba del fútbol. Después de cuatro operaciones quirúrgicas y dos años sin disputar un partido, dijo que no volvería a jugar porque el dolor era insoportable y era imposible entrenar. Más de 60 000 espectadores llenaron el estadio de San Siro para ver su despedida, el 18 de agosto de 1995. Hasta ese momento había probado con acupuntura, fisioterapia, aura, médiums, podólogos, hipnoterapeutas y pranoterapia. En febrero de 1996 el médico Niek van Dijk decidió fijarle el tobillo para evitar los dolores que tenía.
En 1999 invirtió 23 millones de euros en el ABN AMRO, de los cuales perdió 10 millones en septiembre de 2002. En diciembre de 2001 la Agencia Tributaria Neerlandesa le pidió 32,8 millones de euros por irregularidades fiscales. Sus asesores habían hecho una declaración incorrecta, le multaron y le añadieron los intereses. Finalmente, llegaron a un acuerdo con el fisco y el bufete de abogados tuvo que pagar parte de la multa por los errores cometidos. Después de su retirada el Milan tuvo problemas por fraude fiscal de varios de sus jugadores, entre los que se encontraban entre otros, Gullit, Baresi y van Basten. La Agencia Tributaria Italiana le pedía el impuesto sobre la renta atrasado de los derechos de imagen, además de intereses y una multa, lo cual ascendía a 33,6 millones de euros. Finalmente llegó a un acuerdo con el fisco para pagar 7,5 millones de euros alegando que había sido asesorado e ignoraba lo que firmaba.
En marzo de 2004 los medios de comunicación se hicieron eco de que volvería a jugar 2 partidos amistosos en Uruguay, en el equipo amateur de Tito Borjas por mediación de un grupo empresarial para fomentar el fútbol en los jóvenes, por marketing y por dar a conocer a su equipo. Después de esa noticia jugó varios partidos amistosos, de homenaje a antiguos compañeros suyos en el Milan o benéficos. En 2006 jugó en San Siro en el día del homenaje a Demetrio Albertini, marcando un gol de cabeza. El 22 de julio de ese mismo año volvió a jugar en el partido homenaje por la retirada de Dennis Bergkamp, estrenando además el Emirates Stadium. Salió en la segunda mitad junto a Johan Cruyff como parte del equipo de las leyendas del Ajax. Sky Sports publicó en marzo de 2007 una lista de los deportistas más destacados que habían tenido que terminar su carrera anticipadamente. Van Basten estaba situado en primer lugar.

## Trayectoria como entrenador
Una vez terminada su carrera como futbolista en el Associazione Calcio Milan dijo que nunca sería entrenador, pero cambió de opinión e hizo un curso de la Real Asociación Neerlandesa de Fútbol (KNVB). Consiguió el título en mayo de 2003 y su primer trabajo como entrenador fue el de asistente de su antiguo compañero John van 't Schip en el segundo equipo del Ajax de Ámsterdam, en la temporada 2003-04. En la segunda mitad de la temporada se intercambiaron los puestos, poniéndose van Basten de primer entrenador.

### Selección nacional

#### Mundial 2006

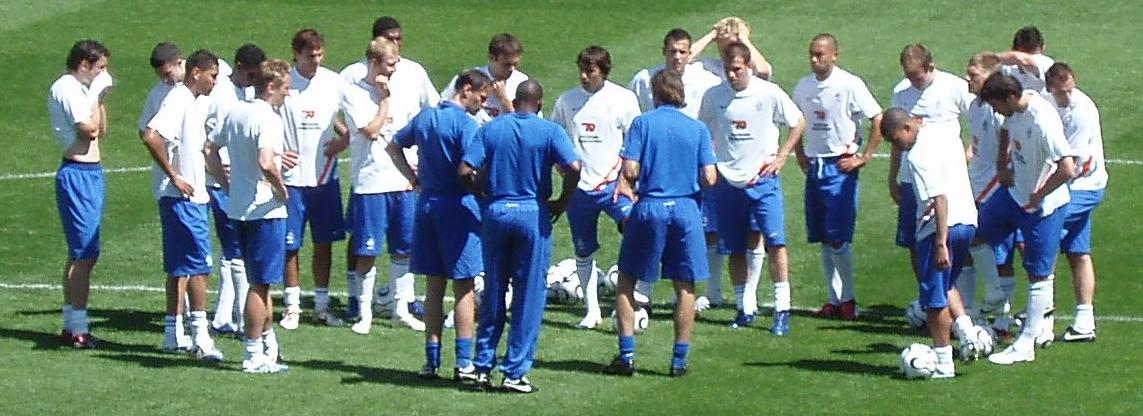
Entrenamiento de la selección en Friburgo en la Copa Mundial de 2006

El 29 de julio de 2004 fue nombrado nuevo entrenador de la selección neerlandesa con John van 't Schip de asistente. En el mismo grupo de clasificación estaban Andorra, Armenia, Macedonia, Finlandia, Rumanía y la República Checa. El partido trascendental se jugó en Praga contra esta última: el equipo que ganase tenía el pase directo al Mundial y el otro debería jugárselo en la repesca. Finalmente, los neerlandeses lograron la victoria por 0-2 y se clasificaron para la fase final.
Los primeros partidos de la fase final no fueron muy buenos, aunque se sacaron los puntos necesarios. Ganaron a Serbia 0-1 con un gol de Robben en el minuto 18, a Costa de Marfil por medio de van Persie y van Nistelrooy (2-1) y empataron en el tercer partido contra Argentina. Las dos selecciones estaban ya clasificadas, dio descanso a algunos titulares y el partido fue bastante aburrido y sin goles. Argentina se clasificó como primera por la diferencia de goles. En los octavos de final se enfrentaron a Portugal y perdieron por un gol en el minuto 23. Expulsaron a Costinha y Deco para los portugueses y a Boulahrouz y van Bronckhorst por los neerlandeses, en un partido muy duro que se llegó a denominar la batalla de Núremberg.
Durante el Mundial criticó la falta de puntería de van Nistelrooy y en el partido contra Portugal lo relegó al banquillo después de que el jugador insultase a van 't Schip y pegase una patada al balón en el entrenamiento. Esta fue una de las principales críticas de sus detractores y desde ese partido Van Nistelrooy no volvió a la selección por problemas de entendimiento hasta que se reconciliaron en mayo de 2007. La noticia se confirmó finalmente con su convocatoria para el amistoso ante Suiza del 22 de agosto de 2007, 14 meses después del Mundial.

#### Eurocopa 2008

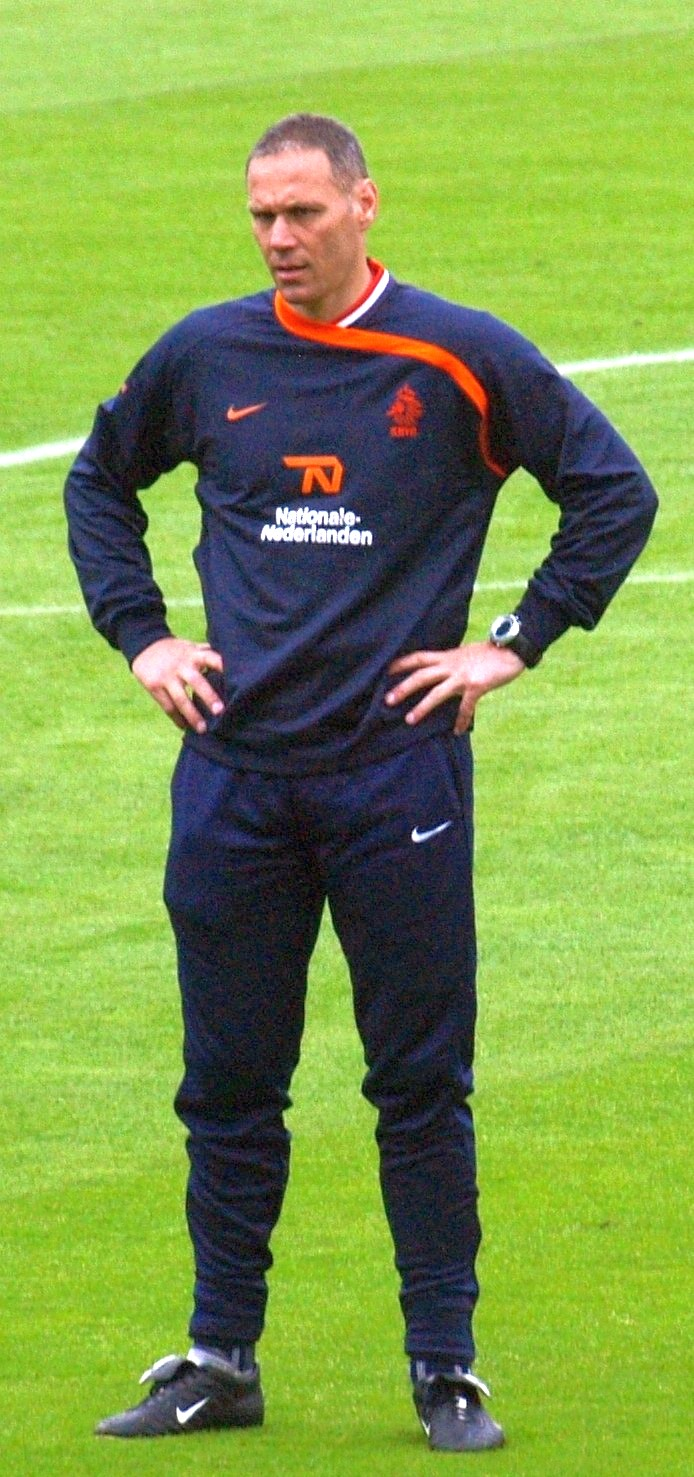
Van Basten en un entrenamiento en la Eurocopa 2008

Después del Mundial, fue ratificado como seleccionador, ya que el proyecto era de futuro y el contrato estaba firmado hasta 2008. Incluso le propusieron alargarlo hasta 2010, algo que calificó como «bonito gesto» antes de negarse por el momento. En el grupo de clasificación para la Eurocopa 2008 se clasificaron como segunda por detrás de Rumanía y por delante de Bulgaria. El 22 de febrero de 2008, se comunicó que sería el nuevo entrenador del Ajax de Ámsterdam durante las siguientes cuatro temporadas, justo después de terminar la Eurocopa. Su sustituto en la selección fue Bert van Marwijk.
En la fase final se enfrentaron a los finalistas de la Copa Mundial de Fútbol de 2006: Italia y Francia. Pese a eso, ambos fueron superados ampliamente por los Países Bajos. Ganaron por 3-0 a los italianos, por 4-1 a los franceses y por 2-0 a los rumanos. El partido de cuartos de final les enfrentó ante Rusia en St. Jakob Park, en Basilea. Antes del partido falleció el hijo recién nacido de Boulahrouz y Robben se lesionó. Se adelantó la selección rusa con un gol de Pavliuchenko en el minuto 56, pero un gol de van Nistelrooy en el minuto 86 los llevó a la prórroga. En el minuto 112, Torbinski, tras un gran pase de Arshavin, anotó el segundo y poco más tarde Arshavin anotó el definitivo 3 a 1, acabando así con la trayectoria neerlandesa en el torneo y con la etapa de van Basten al frente del equipo.

### Ajax de Ámsterdam
A comienzos de 2008 firmó como entrenador del Ajax de Ámsterdam para las siguientes cuatro temporadas. Poco después se publicó un informe de Uri Coronel, en el cual se criticaba a la directiva del club por su escaso éxito. Esto ocasionó la dimisión del director técnico, el director general y el presidente del consejo de administración, por lo que la situación estaba muy cambiada cuando asumió su cargo el 1 de julio de 2008. Tras completar una discreta temporada, el 6 de mayo de 2009 dejó el banquillo ajacied, debido a que no consiguió los objetivos trazados al inicio de la temporada: conquistar el título o clasificarse para las preliminares de la Liga de Campeones. El Ajax terminó 3.o en la Eredivisie, a un punto del 2.o. Dimitió a falta de una jornada porque ya no podía quedar en segundo lugar. Debutó con el club el 19 de julio de 2008 en un partido ante el VV Noordwijk y su primer partido en la Eredivisie fue el 30 de agosto de 2008 ante el Willem II Tilburgo. Entrenó al equipo durante 45 encuentros, de los cuales ganó 26, empató 8 y perdió 11.
En marzo de 2011 se anunció como posible entrenador del Sporting de Lisboa en caso de ganar las elecciones a la presidencia del club Bruno de Carvalho, sin embargo, este fue segundo y no se concretó la operación. En junio estuvo a punto de firmar como seleccionador de China, pero finalmente decidió romper las negociaciones. En septiembre del mismo año se reunión con Cruyff y otros jugadores para organizar el futuro del Ajax. Van Basten sería el director general del equipo, y podría contar con su grupo de colaboradores. Sin embargo, Cruyff pensó en otras personas para acompañarlo, publicó unos artículos en Telesport desacreditándolo y van Basten se retiró como candidato. Poco después el Ajax fichó a Louis van Gaal y Cruyff dejó su cargo de asesor técnico.

### SC Heerenveen
Después de tres años sin entrenar, el 13 de febrero de 2012 se anunció su regreso a los banquillos, esta vez en el Sportclub Heerenveen, sustituyendo en el cargo a Ron Jans. Estuvieron las primeras jornadas de la Eredivisie en la zona baja de la clasificación, y a mitad de temporada estaban en el puesto 13.o. Sin embargo, desde la jornada 25 el equipo fue ganando posiciones hasta terminar en octavo lugar, dándoles acceso a disputar la eliminatoria a la Liga Europa de la UEFA. Se enfrentaron al Utrecht, pero fueron derrotados en ambos partidos. En la siguiente temporada los resultados fueron mejores, llegando a estar situados en el tercer lugar al comienzo de temporada. Sin embargo, el 29 de enero de 2014 anunció que no continuaría en el Heerenveen la siguiente temporada, dejando su puesto en el 5.o lugar de la Eredivisie.

### AZ Alkmaar
El 18 de abril de 2014, el AZ Alkmaar anunció un acuerdo con van Basten para que fuese su entrenador durante las dos siguientes temporadas, a partir de la campaña 2014-15. Sin embargo, el comienzo de la temporada en la Eredivisie se vio afectado por algunas ausencias de van Basten, delegando en sus asistentes por problemas de salud. El club le concedió unas semanas de recuperación, hasta el 14 de septiembre. Habían ganado el primer partido ante el Heracles, pero perdieron los dos siguientes, lo que le provocó problemas físicos y mentales derivados del estrés. Finalmente decidió dimitir como primer entrenador y ser entrenador asistente hasta 2016.

### Selección nacional (asistente)
El 9 de julio de 2015, se anunció su vuelta a la selección neerlandesa, esta vez en las funciones de asistente de Danny Blind. A comienzos de año había ocupado el puesto van Nistelrooy, hasta que se fue en mayo al PSV. Dick Advocaat lo había sustituido, pero dos meses más tarde fichó por el Fenerbahçe Spor Kulübü. Tras dos meses en el cargo, van Basten anunció que dejaría su puesto a final de temporada para unirse a la FIFA.

## FIFA
Trabajó como director de desarrollo técnico de la FIFA hasta 2018, principalmente en el desarrollo de las normas de juego y las nuevas tecnologías. Impulsó la repetición instantánea (VAR) y propuso varios cambios como jugar a tiempo parado, ampliar los cambios o la tarjeta naranja. Según el comunicado oficial, dejó su cargo para estar más tiempo con su familia. En marzo de 2018, asistió con Gianni Infantino a la celebración del centenario de la Federación de Fútbol de Irán. Asistió al Derbi de Teherán, donde pidió que se permitiera la entrada de mujeres a los recintos deportivos.

## En la cultura popular
A finales de 2018 participó en el programa televisivo NOS Studio Voetbal de la cadena NPO 1. Poco después fichó por Fox Sports como analista de partidos de fútbol. Antes de una de sus apariciones saludó al entrenador alemán del Heracles con la frase «Sieg Heil», por lo que tuvo que pedir disculpas públicas. Para esta cadena fue uno de los invitados habituales en el programa De Eretribune, presentado por Jan Joost van Gangelen y Aletha Leidelmeijer. El 29 de junio de 2020 se anunció que dejaba Fox Sports para fichar por Ziggo Sport Totaal. En 2021 propuso que se eliminase el fuera de juego para hacer el fútbol más espectacular.
En noviembre de 2019 publicó su autobiografía Basta. My life. My truth, que consiguió vender más de 100 000 copias en los Países Bajos. En español fue traducida como Frágil. Mi historia. Tras ser un éxito de ventas Hollands Licht compró los derechos de la autobiografía para crear una teleserie. El productor Dan Blazer anunció que crearía una serie de televisión con interés internacional. Ha participado en numerosos documentales y series de televisión sobre su carrera futbolística, como Football's Greatest o Sfide.
En el FIFA 20 forma parte de los iconos del fútbol como delantero, con una puntuación máxima de 94 de valoración, únicamente superado por Pelé, Maradona, Ronaldo, Cruyff, Ronaldinho y Henry. En el PES 2020 forma parte del MyClub Legends y en el PES 2021 tiene una puntuación de 93 de valoración. Aparece también en otros muchos videojuegos de los años 1980 y 1990, como el Italia'90 o el PC Fútbol.

## Estadísticas como jugador

### Clubes
| Ajax de Ámsterdam · Países Bajos |               |               |     |     |    |    |    |    |    |    |     |     |     |      |      |
| 1.ª | 1981-82       | 1             | 1   | 0   | 1  | 0  | 0  | —  | —  | —  | 2   | 1   | 0   | 0,50 |      |
| 1.ª | 1982-83       | 20            | 9   | 6   | 5  | 4  | 2  | —  | —  | —  | 25  | 13  | 8   | 0,52 |      |
| 1.ª | 1983-84       | 26            | 28  | 5   | 4  | 1  | 1  | 2  | 0  | 0  | 32  | 29  | 6   | 0,91 |      |
| 1.ª | 1984-85       | 33            | 22  | 7   | 4  | 2  | 1  | 4  | 5  | 0  | 41  | 29  | 8   | 0,71 |      |
| 1.ª | 1985-86       | 26            | 37  | 3   | 3  | 2  | 0  | 2  | 0  | 0  | 31  | 39  | 3   | 1,25 |      |
| 1.ª | 1986-87       | 27            | 31  | 9   | 7  | 6  | 2  | 9  | 6  | 5  | 43  | 43  | 16  | 1,00 |      |
| Total club | Total club    | 133           | 128 | 30  | 24 | 15 | 6  | 17 | 11 | 5  | 174 | 154 | 41  | 0,88 |      |
| AC Milan · Italia |               |               |     |     |    |    |    |    |    |    |     |     |     |      |      |
| 1.ª | 1987-88       | 11            | 3   | 0   | 5  | 5  | 3  | 3  | 0  | 0  | 19  | 8   | 3   | 0,42 |      |
| 1.ª | 1988-89       | 33            | 19  | 5   | 4  | 3  | 2  | 9  | 10 | 2  | 47  | 33  | 9   | 0,70 |      |
| 1.ª | 1989-90       | 26            | 19  | 4   | 4  | 1  | 0  | 12 | 5  | 2  | 42  | 25  | 6   | 0,59 |      |
| 1.ª | 1990-91       | 31            | 11  | 6   | 1  | 0  | 0  | 3  | 0  | 1  | 35  | 11  | 7   | 0,31 |      |
| 1.ª | 1991-92       | 31            | 25  | 6   | 7  | 4  | 1  | —  | —  | —  | 38  | 29  | 7   | 0,76 |      |
| 1.ª | 1992-93       | 15            | 13  | 2   | 1  | 0  | 0  | 7  | 8  | 2  | 24  | 22  | 4   | 0,91 |      |
| Total club | Total club    | 147           | 90  | 23  | 22 | 13 | 6  | 34 | 23 | 7  | 205 | 128 | 36  | 0,62 |      |
| Total carrera | Total carrera | Total carrera | 280 | 218 | 53 | 46 | 28 | 12 | 51 | 34 | 12  | 379 | 282 | 77   | 0,74 |
| (1) Incluye datos de la Copa de los Países Bajos (1982-87); Copa Italia / Supercopa de Italia (1988-92). (2) Incluye datos de la Recopa de Europa de la UEFA (1986-87); Copa de la UEFA (1984-87); Supercopa de la UEFA / Copa Intercontinental (1989-90); Copa de Campeones de Europa/Liga de Campeones de la UEFA (1983-93). (3) Media de goles por encuentro. No incluye goles en partidos amistosos. |               |               |     |     |    |    |    |    |    |    |     |     |     |      |      |

### Selecciones
| Selección | Temporada     | Amistosos | Amistosos | Amistosos | Europa(1) | Europa(1) | Europa(1) | Mundial | Mundial | Mundial | Total | Total | Total  | Media goleadora |
| Selección | Temporada     | Part.     | Goles     | Asist.    | Part.     | Goles     | Asist.    | Part.   | Goles   | Asist.  | Part. | Goles | Asist. | Media goleadora |
| --- | ------------- | --------- | --------- | --------- | --------- | --------- | --------- | ------- | ------- | ------- | ----- | ----- | ------ | --------------- |
| Sub-17 · Países Bajos | 1981          | —         | —         | —         | 3         | 1         | 0         | —       | —       | —       | 3     | 1     | 0      | 0,33            |
| Sub-17 · Países Bajos | Total         | 0         | 0         | 0         | 3         | 1         | 0         | 0       | 0       | 0       | 3     | 1     | 0      | 0,33            |
| Sub-19 · Países Bajos | 1982          | —         | —         | —         | 4         | 5         | 1         | —       | —       | —       | 4     | 5     | 1      | 1,25            |
| Sub-19 · Países Bajos | Total         | 0         | 0         | 0         | 4         | 5         | 1         | 0       | 0       | 0       | 4     | 5     | 1      | 1,25            |
| Sub-20 · Países Bajos | 1983          | —         | —         | —         | —         | —         | —         | 4       | 2       | 1       | 4     | 3     | 1      | 0,50            |
| Sub-20 · Países Bajos | Total         | 0         | 0         | 0         | 0         | 0         | 0         | 4       | 2       | 1       | 4     | 2     | 1      | 0,50            |
| Sub-21 · Países Bajos | 1983          | —         | —         | —         | 4         | 2         | 1         | —       | —       | —       | 4     | 2     | 1      | 0,50            |
| Sub-21 · Países Bajos | Total         | 0         | 0         | 0         | 4         | 2         | 1         | 0       | 0       | 0       | 4     | 2     | 1      | 0,50            |
| Absoluta · Países Bajos | 1983          | 1         | 1         | 0         | 2         | 1         | 1         | —       | —       | —       | 3     | 2     | 1      | 0,67            |
| Absoluta · Países Bajos | 1984          | —         | —         | —         | 3         | 0         | 0         | —       | —       | —       | 3     | 0     | 0      | 0,00            |
| Absoluta · Países Bajos | 1985          | 1         | 0         | 0         | 3         | 1         | 1         | —       | —       | —       | 4     | 1     | 1      | 0,25            |
| Absoluta · Países Bajos | 1986          | 2         | 1         | 0         | 2         | 1         | 0         | —       | —       | —       | 4     | 2     | 0      | 0,50            |
| Absoluta · Países Bajos | 1987          | 1         | 0         | 0         | 3         | 1         | 1         | —       | —       | —       | 4     | 1     | 1      | 0,25            |
| Absoluta · Países Bajos | 1988          | 2         | 0         | 0         | 7         | 5         | 2         | —       | —       | —       | 9     | 5     | 2      | 0,56            |
| Absoluta · Países Bajos | 1989          | 1         | 1         | 0         | 4         | 1         | 0         | —       | —       | —       | 5     | 2     | 0      | 0,40            |
| Absoluta · Países Bajos | 1990          | 4         | 2         | 1         | 3         | 6         | 2         | 4       | 0       | 0       | 11    | 8     | 3      | 0,73            |
| Absoluta · Países Bajos | 1991          | —         | —         | —         | 5         | 2         | 2         | —       | —       | —       | 5     | 2     | 2      | 0,40            |
| Absoluta · Países Bajos | 1992          | 4         | 1         | 2         | 6         | 0         | 1         | —       | —       | —       | 10    | 1     | 3      | 0,10            |
| Absoluta · Países Bajos | Total         | 16        | 6         | 3         | 38        | 18        | 10        | 4       | 0       | 0       | 58    | 24    | 13     | 0,41            |
| Total carrera | Total carrera | 16        | 6         | 3         | 49        | 26        | 12        | 8       | 2       | 1       | 73    | 34    | 16     | 0,47            |
| (1) Incluye los partidos de la Eurocopa Sub-17 (1981); Eurocopa Sub-19 (1982); Eurocopa Sub-21 (1983); Eurocopa / Clasificatorias Europeas (1983-92). |               |           |           |           |           |           |           |         |         |         |       |       |        |                 |

### Partidos disputados
| Detalle de los partidos internacionales absolutos | Detalle de los partidos internacionales absolutos | Detalle de los partidos internacionales absolutos | Detalle de los partidos internacionales absolutos | Detalle de los partidos internacionales absolutos | Detalle de los partidos internacionales absolutos | Detalle de los partidos internacionales absolutos |
| ------------------------------------------------- | ------------------------------------------------- | ------------------------------------------------- | ------------------------------------------------- | ------------------------------------------------- | ------------------------------------------------- | ------------------------------------------------- |
| Fecha                                             | Ciudad                                            | Local                                             | Resultado                                         | Visitante                                         | Goles                                             | Competición                                       |
| 07/09/1983                                        | Groninga                                          | Países Bajos                                      | 3 – 0                                             | Islandia                                          | -                                                 | Clasificación Euro 1984                           |
| 21/09/1983                                        | Bruselas                                          | Bélgica                                           | 1 – 1                                             | Países Bajos                                      | 1                                                 | Amistoso                                          |
| 12/10/1983                                        | Dublín                                            | Irlanda                                           | 2 – 3                                             | Países Bajos                                      | 1                                                 | Clasificación Euro 1984                           |
| 17/10/1984                                        | Róterdam                                          | Países Bajos                                      | 1 – 2                                             | Hungría                                           | -                                                 | Clasificación Mundial 1986                        |
| 14/11/1984                                        | Viena                                             | Australia                                         | 0 – 1                                             | Países Bajos                                      | -                                                 | Clasificación Mundial 1986                        |
| 23/12/1984                                        | Nicosia                                           | Chipre                                            | 0 – 1                                             | Países Bajos                                      | -                                                 | Clasificación Mundial 1986                        |
| 27/02/1985                                        | Róterdam                                          | Países Bajos                                      | 7 – 1                                             | Chipre                                            | 1                                                 | Clasificación Mundial 1986                        |
| 14/05/1985                                        | Budapest                                          | Hungría                                           | 0 – 1                                             | Países Bajos                                      | -                                                 | Clasificación Mundial 1986                        |
| 04/09/1985                                        | Heerenveen                                        | Países Bajos                                      | 1 – 0                                             | Bulgaria                                          | -                                                 | Amistoso                                          |
| 16/10/1985                                        | Bruselas                                          | Bélgica                                           | 0 – 1                                             | Países Bajos                                      | -                                                 | Clasificación Mundial 1986                        |
| 12/03/1986                                        | Leipzig                                           | Alemania Democrática                              | 0 – 1                                             | Países Bajos                                      | 1                                                 | Amistoso                                          |
| 10/09/1986                                        | Praga                                             | Checoslovaquia                                    | 1 – 0                                             | Países Bajos                                      | -                                                 | Amistoso                                          |
| 15/10/1986                                        | Budapest                                          | Hungría                                           | 0 – 1                                             | Países Bajos                                      | 1                                                 | Clasificación Euro 1988                           |
| 19/11/1986                                        | Ámsterdam                                         | Países Bajos                                      | 0 – 0                                             | Polonia                                           | -                                                 | Clasificación Euro 1988                           |
| 25/03/1987                                        | Róterdam                                          | Países Bajos                                      | 1 – 1                                             | Grecia                                            | 1                                                 | Clasificación Euro 1988                           |
| 29/04/1987                                        | Róterdam                                          | Países Bajos                                      | 2 – 0                                             | Hungría                                           | -                                                 | Clasificación Euro 1988                           |
| 09/09/1987                                        | Róterdam                                          | Países Bajos                                      | 0 – 0                                             | Bélgica                                           | -                                                 | Amistoso                                          |
| 14/10/1987                                        | Zabrze                                            | Polonia                                           | 0 – 2                                             | Países Bajos                                      | -                                                 | Clasificación Euro 1988                           |
| 01/06/1988                                        | Ámsterdam                                         | Países Bajos                                      | 2 – 0                                             | Rumania                                           | -                                                 | Amistoso                                          |
| 12/06/1988                                        | Colonia                                           | Unión Soviética                                   | 1 – 0                                             | Países Bajos                                      | -                                                 | Euro 1988                                         |
| 15/06/1988                                        | Düsseldorf                                        | Países Bajos                                      | 3 – 1                                             | Inglaterra                                        | 3                                                 | Euro 1988                                         |
| 18/06/1988                                        | Gelsenkirchen                                     | Países Bajos                                      | 1 – 0                                             | Irlanda                                           | -                                                 | Euro 1988                                         |
| 21/06/1988                                        | Hamburgo                                          | Alemania                                          | 1 – 2                                             | Países Bajos                                      | 1                                                 | Euro 1988                                         |
| 25/06/1988                                        | Múnich                                            | Países Bajos                                      | 2 – 0                                             | Unión Soviética                                   | 1                                                 | Euro 1988                                         |
| 14/09/1988                                        | Ámsterdam                                         | Países Bajos                                      | 1 – 0                                             | Gales                                             | -                                                 | Clasificación Mundial 1990                        |
| 19/10/1988                                        | Múnich                                            | Alemania                                          | 0 – 0                                             | Países Bajos                                      | -                                                 | Clasificación Mundial 1990                        |
| 16/11/1988                                        | Roma                                              | Italia                                            | 1 – 0                                             | Países Bajos                                      | -                                                 | Amistoso                                          |
| 22/03/1989                                        | Eindhoven                                         | Países Bajos                                      | 2 – 0                                             | Unión Soviética                                   | 1                                                 | Amistoso                                          |
| 26/04/1989                                        | Róterdam                                          | Países Bajos                                      | 2 – 0                                             | Alemania                                          | 1                                                 | Clasificación Mundial 1990                        |
| 31/05/1989                                        | Helsinki                                          | Finlandia                                         | 0 – 1                                             | Países Bajos                                      | -                                                 | Clasificación Mundial 1990                        |
| 11/10/1989                                        | Wrexham                                           | Gales                                             | 1 – 2                                             | Países Bajos                                      | -                                                 | Clasificación Mundial 1990                        |
| 15/11/1989                                        | Róterdam                                          | Países Bajos                                      | 3 – 0                                             | Finlandia                                         | -                                                 | Clasificación Mundial 1990                        |
| 21/02/1990                                        | Róterdam                                          | Países Bajos                                      | 0 – 0                                             | Italia                                            | -                                                 | Amistoso                                          |
| 30/05/1990                                        | Viena                                             | Australia                                         | 3 – 2                                             | Países Bajos                                      | 1                                                 | Amistoso                                          |
| 03/06/1990                                        | Zagreb                                            | Yugoslavia                                        | 0 – 2                                             | Países Bajos                                      | 1                                                 | Amistoso                                          |
| 12/06/1990                                        | Palermo                                           | Países Bajos                                      | 1 – 1                                             | Egipto                                            | -                                                 | Mundial 1990                                      |
| 16/06/1990                                        | Cagliari                                          | Inglaterra                                        | 0 – 0                                             | Países Bajos                                      | -                                                 | Mundial 1990                                      |
| 21/06/1990                                        | Palermo                                           | Países Bajos                                      | 1 – 1                                             | Irlanda                                           | -                                                 | Mundial 1990                                      |
| 26/06/1990                                        | Milán                                             | Alemania                                          | 2 – 1                                             | Países Bajos                                      | -                                                 | Mundial 1990                                      |
| 26/09/1990                                        | Palermo                                           | Italia                                            | 1 – 0                                             | Países Bajos                                      | -                                                 | Amistoso                                          |
| 17/10/1990                                        | Oporto                                            | Portugal                                          | 1 – 0                                             | Países Bajos                                      | -                                                 | Clasificación Euro 1992                           |
| 21/11/1990                                        | Róterdam                                          | Países Bajos                                      | 2 – 0                                             | Grecia                                            | 1                                                 | Clasificación Euro 1992                           |
| 19/12/1990                                        | Ta' Qali                                          | Malta                                             | 0 – 8                                             | Países Bajos                                      | 5                                                 | Clasificación Euro 1992                           |
| 13/03/1991                                        | Róterdam                                          | Países Bajos                                      | 1 – 0                                             | Malta                                             | 1                                                 | Clasificación Euro 1992                           |
| 17/04/1991                                        | Róterdam                                          | Países Bajos                                      | 2 – 0                                             | Finlandia                                         | 1                                                 | Clasificación Euro 1992                           |
| 05/06/1991                                        | Helsinki                                          | Finlandia                                         | 1 – 1                                             | Países Bajos                                      | -                                                 | Clasificación Euro 1992                           |
| 16/10/1991                                        | Róterdam                                          | Países Bajos                                      | 1 – 0                                             | Portugal                                          | -                                                 | Clasificación Euro 1992                           |
| 04/12/1991                                        | Salónica                                          | Grecia                                            | 0 – 2                                             | Países Bajos                                      | -                                                 | Clasificación Euro 1992                           |
| 27/05/1992                                        | Sittard-Geleen                                    | Países Bajos                                      | 3 – 2                                             | Australia                                         | -                                                 | Amistoso                                          |
| 30/05/1992                                        | Utrecht                                           | Países Bajos                                      | 4 – 0                                             | Gales                                             | 1                                                 | Amistoso                                          |
| 06/06/1992                                        | Lens                                              | Francia                                           | 1 – 1                                             | Países Bajos                                      | -                                                 | Amistoso                                          |
| 12/06/1992                                        | Gotemburgo                                        | Países Bajos                                      | 1 – 0                                             | Escocia                                           | -                                                 | Euro 1992                                         |
| 15/06/1992                                        | Gotemburgo                                        | Países Bajos                                      | 0 – 0                                             | Rusia                                             | -                                                 | Euro 1992                                         |
| 18/06/1992                                        | Gotemburgo                                        | Países Bajos                                      | 3 – 1                                             | Alemania                                          | -                                                 | Euro 1992                                         |
| 22/06/1992                                        | Gotemburgo                                        | Dinamarca                                         | 2 – 2 (5-4)                                       | Países Bajos                                      | -                                                 | Euro 1992                                         |
| 09/09/1992                                        | Eindhoven                                         | Países Bajos                                      | 2 – 3                                             | Italia                                            | -                                                 | Amistoso                                          |
| 23/09/1992                                        | Oslo                                              | Noruega                                           | 2 – 1                                             | Países Bajos                                      | -                                                 | Clasificación Mundial 1994                        |
| 14/10/1992                                        | Róterdam                                          | Países Bajos                                      | 2 – 2                                             | Polonia                                           | -                                                 | Clasificación Mundial 1994                        |
|                                                   | Total                                             | Presencias                                        | 58                                                | Goles                                             | 24                                                |                                                   |

### Resumen estadístico
| Competición           | Partidos | Goles | Promedio | Asistencias | Promedio |
| --------------------- | -------- | ----- | -------- | ----------- | -------- |
| Primera División      | 280      | 218   | 0,78     | 53          | 0,19     |
| Copas nacionales      | 46       | 28    | 0,61     | 12          | 0,26     |
| Copas internacionales | 47       | 31    | 0,66     | 12          | 0,26     |
| Selección adulta      | 58       | 24    | 0,41     | 13          | 0,22     |
| Selección sub-21      | 4        | 2     | 0,50     | 1           | 0,25     |
| Selección sub-20      | 4        | 2     | 0,50     | 1           | 0,25     |
| Selección sub-19      | 4        | 5     | 1,25     | 1           | 0,25     |
| Selección sub-17      | 3        | 1     | 0,33     | 0           | 0,00     |
| Total                 | 446      | 311   | 0,70     | 93          | 0,21     |

### Hat-tricks
| Partidos en los que anotó 3 o más goles | Partidos en los que anotó 3 o más goles | Partidos en los que anotó 3 o más goles | Partidos en los que anotó 3 o más goles     | Partidos en los que anotó 3 o más goles | Partidos en los que anotó 3 o más goles | Partidos en los que anotó 3 o más goles |
| N.º                                     | Fecha                                   | Estadio                                 | Partido                                     | Goles                                   | Resultado                               | Competición                             |
| --------------------------------------- | --------------------------------------- | --------------------------------------- | ------------------------------------------- | --------------------------------------- | --------------------------------------- | --------------------------------------- |
| 1                                       | 24/08/1983                              | De Meer, Ámsterdam                      | Ajax de Ámsterdam – Willem II Tilburgo      |                                         | 5 - 0                                   | Eredivisie 1983-84                      |
| 2                                       | 18/09/1983                              | De Meer, Ámsterdam                      | Ajax de Ámsterdam – Feyenoord de Róterdam   |                                         | 8 - 2                                   | Eredivisie 1983-84                      |
| 3                                       | 13/05/1984                              | De Meer, Ámsterdam                      | Ajax de Ámsterdam – FC Dordrecht            |                                         | 7 - 2                                   | Eredivisie 1983-84                      |
| 4                                       | 03/10/1984                              | De Meer, Ámsterdam                      | Ajax de Ámsterdam – FA Red Boys Differdange |                                         | 14 - 0                                  | Copa de la UEFA 1984-85                 |
| 5                                       | 27/05/1985                              | De Meer, Ámsterdam                      | Ajax de Ámsterdam – FC Volendam             |                                         | 5 - 2                                   | Eredivisie 1984-85                      |
| 6                                       | 15/09/1985                              | Polman Stadion, Almelo                  | Heracles Almelo - Ajax de Ámsterdam         |                                         | 1 - 8                                   | Eredivisie 1985-86                      |
| 7                                       | 22/09/1985                              | De Meer, Ámsterdam                      | Ajax de Ámsterdam – Roda JC Kerkrade        |                                         | 6 - 0                                   | Eredivisie 1985-86                      |
| 8                                       | 08/12/1985                              | De Meer, Ámsterdam                      | Ajax de Ámsterdam – Sparta de Róterdam      |                                         | 9 - 0                                   | Eredivisie 1985-86                      |
| 9                                       | 09/03/1986                              | De Meer, Ámsterdam                      | Ajax de Ámsterdam – Heracles Almelo         |                                         | 7 - 0                                   | Eredivisie 1985-86                      |
| 10                                      | 07/09/1986                              | Het Kasteel, Róterdam                   | Sparta de Róterdam - Ajax de Ámsterdam      |                                         | 2 - 6                                   | Eredivisie 1986-87                      |
| 11                                      | 31/05/1987                              | De Meer, Ámsterdam                      | Ajax de Ámsterdam – PEC Zwolle              |                                         | 5 - 2                                   | Eredivisie 1986-87                      |
| 12                                      | 15/06/1988                              | Rheinstadion, Düsseldorf                | Países Bajos - Inglaterra                   |                                         | 3 - 1                                   | Eurocopa 1988                           |
| 13                                      | 06/10/1988                              | San Siro, Milán                         | A. C. Milan - PFC Levski Sofia              |                                         | 5 - 2                                   | Copa de Campeones de Europa 1988-89     |
| 14                                      | 18/06/1989                              | San Siro, Milán                         | A. C. Milan - Ascoli Calcio                 |                                         | 5 - 1                                   | Serie A 1988-89                         |
| 15                                      | 17/01/1990                              | San Siro, Milán                         | A. C. Milan - Atalanta                      |                                         | 3 - 1                                   | Serie A 1989-90                         |
| 16                                      | 19/12/1990                              | Nacional Ta' Qali, La Valeta            | Malta - Países Bajos                        |                                         | 0 - 8                                   | Clasificatorias Eurocopa 1992           |
| 17                                      | 12/05/1991                              | San Siro, Milán                         | A. C. Milan - Bologna FC 1909               |                                         | 6 - 0                                   | Serie A 1990-91                         |
| 18                                      | 19/01/1992                              | San Siro, Milán                         | A. C. Milan - Foggia Calcio                 |                                         | 3 - 1                                   | Serie A 1991-92                         |
| 19                                      | 02/02/1992                              | Sant'Elia, Cagliari                     | Cagliari Calcio - A. C. Milan               |                                         | 1 - 4                                   | Serie A 1991-92                         |
| 20                                      | 01/03/1992                              | San Siro, Milán                         | A. C. Milan - Atalanta                      |                                         | 3 - 1                                   | Serie A 1991-92                         |
| 21                                      | 13/09/1992                              | Adriático, Pescara                      | Percara Calcio - A. C. Milan                |                                         | 4 - 5                                   | Serie A 1992-93                         |
| 22                                      | 08/11/1992                              | San Paolo, Nápoles                      | SSC Napoli - A. C. Milan                    |                                         | 1 - 5                                   | Serie A 1992-93                         |
| 23                                      | 25/11/1992                              | San Siro, Milán                         | A. C. Milan - IFK Göteborg                  |                                         | 4 - 0                                   | Liga de Campeones de la UEFA 1992-93    |

## Estadísticas como entrenador
| Equipo        | Desde               | Hasta                    | Récord | Récord | Récord | Récord | Récord |
| Equipo        | Desde               | Hasta                    | PJ     | G      | E      | P      | %      |
| ------------- | ------------------- | ------------------------ | ------ | ------ | ------ | ------ | ------ |
| Países Bajos  | 29 de julio de 2004 | 21 de junio de 2008      | 52     | 35     | 11     | 6      | 67,31  |
| Ajax          | 1 de julio de 2008  | 6 de mayo de 2009        | 45     | 26     | 8      | 11     | 57,78  |
| SC Heerenveen | 1 de julio de 2012  | 30 de junio de 2014      | 72     | 27     | 18     | 27     | 37,50  |
| AZ Alkmaar    | 1 de julio de 2014  | 15 de septiembre de 2014 | 5      | 2      | 0      | 3      | 40     |
| Total         | Total               | Total                    | 174    | 90     | 37     | 47     | 51,72  |

### Partidos disputados como seleccionador
| 18 de agosto de 2004     | Estocolmo          | Suecia              | 2–2 | Países Bajos        | Amistoso                    |
| 3 de septiembre de 2004  | Utrecht            | Países Bajos        | 3–0 | Liechtenstein       | Amistoso                    |
| 8 de septiembre de 2004  | Ámsterdam          | Países Bajos        | 2–0 | República Checa     | Clasificación Mundial 2006  |
| 9 de octubre de 2004     | Skopie             | Macedonia del Norte | 2–2 | Países Bajos        | Clasificación Mundial 2006  |
| 13 de octubre de 2004    | Ámsterdam          | Países Bajos        | 3–1 | Finlandia           | Clasificación Mundial 2006  |
| 17 de noviembre de 2004  | Barcelona          | Andorra             | 0–3 | Países Bajos        | Clasificación Mundial 2006  |
| 9 de febrero de 2005     | Birmingham         | Inglaterra          | 0–0 | Países Bajos        | Amistoso                    |
| 26 de marzo de 2005      | Bucarest           | Rumania             | 0–2 | Países Bajos        | Clasificación Mundial 2006  |
| 30 de marzo de 2005      | Eindhoven          | Países Bajos        | 2–0 | Armenia             | Clasificación Mundial 2006  |
| 4 de junio de 2005       | Róterdam           | Países Bajos        | 2–0 | Rumania             | Clasificación Mundial 2006  |
| 8 de junio de 2005       | Helsinki           | Finlandia           | 0–4 | Países Bajos        | Clasificación Mundial 2006  |
| 17 de agosto de 2005     | Róterdam           | Países Bajos        | 2–2 | Alemania            | Amistoso                    |
| 3 de septiembre de 2005  | Ereván             | Armenia             | 0–1 | Países Bajos        | Clasificación Mundial 2006  |
| 7 de septiembre de 2005  | Eindhoven          | Países Bajos        | 4–0 | Andorra             | Clasificación Mundial 2006  |
| 8 de octubre de 2005     | Praga              | República Checa     | 0–2 | Países Bajos        | Clasificación Mundial 2006  |
| 12 de octubre de 2005    | Ámsterdam          | Países Bajos        | 0–0 | Macedonia del Norte | Clasificación Mundial 2006  |
| 12 de noviembre de 2005  | Ámsterdam          | Países Bajos        | 1–3 | Italia              | Amistoso                    |
| 1 de marzo de 2006       | Ámsterdam          | Países Bajos        | 1–0 | Ecuador             | Amistoso                    |
| 27 de mayo de 2006       | Róterdam           | Países Bajos        | 1–0 | Camerún             | Amistoso                    |
| 1 de junio de 2006       | Eindhoven          | Países Bajos        | 2–1 | México              | Amistoso                    |
| 4 de junio de 2006       | Róterdam           | Países Bajos        | 1–1 | Australia           | Amistoso                    |
| 11 de junio de 2006      | Leipzig            | Países Bajos        | 1–0 | Serbia              | Mundial 2006                |
| 16 de junio de 2006      | Stuttgart          | Países Bajos        | 2–1 | Costa de Marfil     | Mundial 2006                |
| 21 de junio de 2006      | Fráncfort del Meno | Países Bajos        | 0–0 | Argentina           | Mundial 2006                |
| 25 de junio de 2006      | Núremberg          | Países Bajos        | 0–1 | Portugal            | Mundial 2006                |
| 16 de agosto de 2006     | Dublín             | Irlanda             | 0–4 | Países Bajos        | Amistoso                    |
| 2 de septiembre de 2006  | Luxemburgo         | Luxemburgo          | 0–1 | Países Bajos        | Clasificación Eurocopa 2008 |
| 6 de septiembre de 2006  | Eindhoven          | Países Bajos        | 3–0 | Bielorrusia         | Clasificación Eurocopa 2008 |
| 7 de octubre de 2006     | Sofía              | Bulgaria            | 1–1 | Países Bajos        | Clasificación Eurocopa 2008 |
| 11 de octubre de 2006    | Ámsterdam          | Países Bajos        | 2–1 | Albania             | Clasificación Eurocopa 2008 |
| 15 de noviembre de 2006  | Ámsterdam          | Países Bajos        | 1–1 | Inglaterra          | Amistoso                    |
| 7 de febrero de 2007     | Ámsterdam          | Países Bajos        | 4–1 | Rusia               | Amistoso                    |
| 24 de marzo de 2007      | Róterdam           | Países Bajos        | 0–0 | Rumania             | Clasificación Eurocopa 2008 |
| 28 de marzo de 2007      | Celje              | Eslovenia           | 0–1 | Países Bajos        | Clasificación Eurocopa 2008 |
| 2 de junio de 2007       | Seúl               | Corea del Sur       | 0–2 | Países Bajos        | Amistoso                    |
| 6 de junio de 2007       | Bangkok            | Tailandia           | 1–3 | Países Bajos        | Amistoso                    |
| 22 de agosto de 2007     | Ginebra            | Suiza               | 2–1 | Países Bajos        | Amistoso                    |
| 8 de septiembre de 2007  | Ámsterdam          | Países Bajos        | 2–0 | Bulgaria            | Clasificación Eurocopa 2008 |
| 12 de septiembre de 2007 | Tirana             | Albania             | 0–1 | Países Bajos        | Clasificación Eurocopa 2008 |
| 13 de octubre de 2007    | Constanta          | Rumania             | 1–0 | Países Bajos        | Clasificación Eurocopa 2008 |
| 17 de octubre de 2007    | Eindhoven          | Países Bajos        | 2–0 | Eslovenia           | Clasificación Eurocopa 2008 |
| 17 de noviembre de 2007  | Róterdam           | Países Bajos        | 1–0 | Luxemburgo          | Clasificación Eurocopa 2008 |
| 21 de noviembre de 2007  | Biskek             | Bielorrusia         | 2–1 | Países Bajos        | Clasificación Eurocopa 2008 |
| 6 de febrero de 2008     | Split              | Croacia             | 0–3 | Países Bajos        | Amistoso                    |
| 26 de marzo de 2008      | Viena              | Austria             | 3–4 | Países Bajos        | Amistoso                    |
| 24 de mayo de 2008       | Róterdam           | Países Bajos        | 3–0 | Ucrania             | Amistoso                    |
| 29 de mayo de 2008       | Eindhoven          | Países Bajos        | 1–1 | Dinamarca           | Amistoso                    |
| 1 de junio de 2008       | Róterdam           | Países Bajos        | 2–0 | Gales               | Amistoso                    |
| 9 de junio de 2008       | Berna              | Países Bajos        | 3–0 | Italia              | Eurocopa 2008               |
| 13 de junio de 2008      | Berna              | Países Bajos        | 4–1 | Francia             | Eurocopa 2008               |
| 17 de junio de 2008      | Berna              | Países Bajos        | 2–0 | Rumanía             | Eurocopa 2008               |
| 21 de junio de 2008      | Basilea            | Países Bajos        | 1–3 | Rusia               | Eurocopa 2008               |
|                          | Total              | Partidos            | 52  | 35 victorias        | 11 empates                  |

## Palmarés

### Campeonatos nacionales
| Título                   | Club              | País         | Año  |
| ------------------------ | ----------------- | ------------ | ---- |
| Eredivisie               | Ajax de Ámsterdam | Países Bajos | 1982 |
| Eredivisie               | Ajax de Ámsterdam | Países Bajos | 1983 |
| Copa de los Países Bajos | Ajax de Ámsterdam | Países Bajos | 1983 |
| Eredivisie               | Ajax de Ámsterdam | Países Bajos | 1985 |
| Copa de los Países Bajos | Ajax de Ámsterdam | Países Bajos | 1986 |
| Copa de los Países Bajos | Ajax de Ámsterdam | Países Bajos | 1987 |
| Serie A                  | AC Milan          | Italia       | 1988 |
| Supercopa de Italia      | AC Milan          | Italia       | 1988 |
| Serie A                  | AC Milan          | Italia       | 1992 |
| Supercopa de Italia      | AC Milan          | Italia       | 1992 |
| Serie A                  | AC Milan          | Italia       | 1993 |

### Campeonatos internacionales
| Título                      | Club              | Lugar             | Año  |
| --------------------------- | ----------------- | ----------------- | ---- |
| Recopa de Europa            | Ajax de Ámsterdam | Atenas            | 1987 |
| Eurocopa                    | Países Bajos      | Alemania          | 1988 |
| Copa de Campeones de Europa | AC Milan          | Barcelona         | 1989 |
| Supercopa de Europa         | AC Milan          | Barcelona y Milán | 1989 |
| Copa Intercontinental       | AC Milan          | Tokio             | 1989 |
| Copa de Campeones de Europa | AC Milan          | Viena             | 1990 |
| Supercopa de Europa         | AC Milan          | Génova y Milán    | 1990 |
| Copa Intercontinental       | AC Milan          | Tokio             | 1990 |

### Distinciones individuales

#### Como jugador
- Jugador Mundial de la FIFA: 1992.[175]
- Balón de Oro de la France Football: 1988, 1989, 1992.
- Máximo goleador de la Serie A Italiana: 1990, 1992.
- Máximo goleador de la Eredivisie: 1984, 1985, 1986, 1987.
- Máximo goleador de la Copa de los Países Bajos: 1987.[176]
- Bota de Oro, máximo goleador de la Eurocopa: 1988.
- Bota de Oro, máximo goleador de Europa: 1985-86.[177]
- Máximo goleador del mundo 1986: 37 goles.
- Bota de Plata, 2.o máximo goleador de Europa: 1983-84.[26]
- Máximo goleador de la Copa de Europa: 1989.[178]
- 2.o máximo goleador de la UEFA Champions League: 1993.[179]
- Elegido mejor jugador de la Eredivisie: 1985.[180]
- Elegido mejor jugador de la Eurocopa: 1988.
- Elegido en el mejor once de la Eurocopa por la UEFA: 1988, 1992.[181][182]
- Trofeo Bravo, al mejor jugador joven de Europa: 1987.[183]
- Premio World Soccer al mejor jugador del mundo: 1988, 1992.[184]
- Elegido 2.o mejor jugador del mundo por World Soccer: 1989.[185]
- Elegido 3.er mejor jugador del mundo por World Soccer: 1987.[186]
- Elegido mejor jugador del mundo por Onze Mondial: 1988, 1989.[187]
- Elegido 2.o mejor jugador del mundo por Onze Mondial: 1987, 1992.[187]
- Elegido 5 veces en el Once de Onze Mondial: 1987, 1988, 1989, 1991, 1992.
- Elegido mejor jugador del mundo por El País: 1992.
- Premio RSS al mejor futbolista del año: 1992.[188]
- Elegido mejor jugador del año por la IFFHS: 1988 y 1989.[189]
- Elegido mejor jugador de Europa por la UEFA: 1989, 1990, 1992.

#### Tras retirarse
- Elegido 12.o mejor jugador mundial del siglo XX por la IFFHS.[190]
- Elegido 10.o mejor jugador europeo del siglo XX por la IFFHS.[190]
- Elegido 2.o mejor jugador neerlandés del siglo XX por la IFFHS.[190]
- Elegido 8.o mejor jugador mundial del siglo XX por los 34 ganadores del Balón de Oro.
- Elegido entre los 100 mejores jugadores de todos los tiempos por Venerdi.[191]
- Elegido 9.o entre los 100 mejores jugadores de todos los tiempos por World Soccer.[192]
- Elegido 8.o entre los mejores jugadores del siglo por France Football.[193]
- Elegido 11.o entre los 50 mejores jugadores del siglo por Guerin' Sportivo.[193]
- Elegido 26.o entre los 100 mejores jugadores de todos los tiempos por Placar.[193]
- Elegido entre los 50 mejores jugadores de todos los tiempos por Planète Foot.[193]
- Elegido entre los 50 mejores jugadores de todos los tiempos por Voetbal International.[193]
- Elegido 12.o entre los 100 mejores jugadores de todos los tiempos por la AFS.[194]
- Elegido entre los 125 mejores jugadores de todos los tiempos por Pelé.[195]
- Elegido 4.o como mejor futbolista europeo 1954-2004 por la UEFA.[196]
- Elegido en el once ideal de todos los tiempos de la Eurocopa: 2016.[197]
- Elegido como delantero centro en el Once histórico de bronce del Balón de Oro por France Football.[198]

#### Como entrenador
- Elegido 2.o mejor seleccionador por la IFFHS: 2005.[199]

## Récords

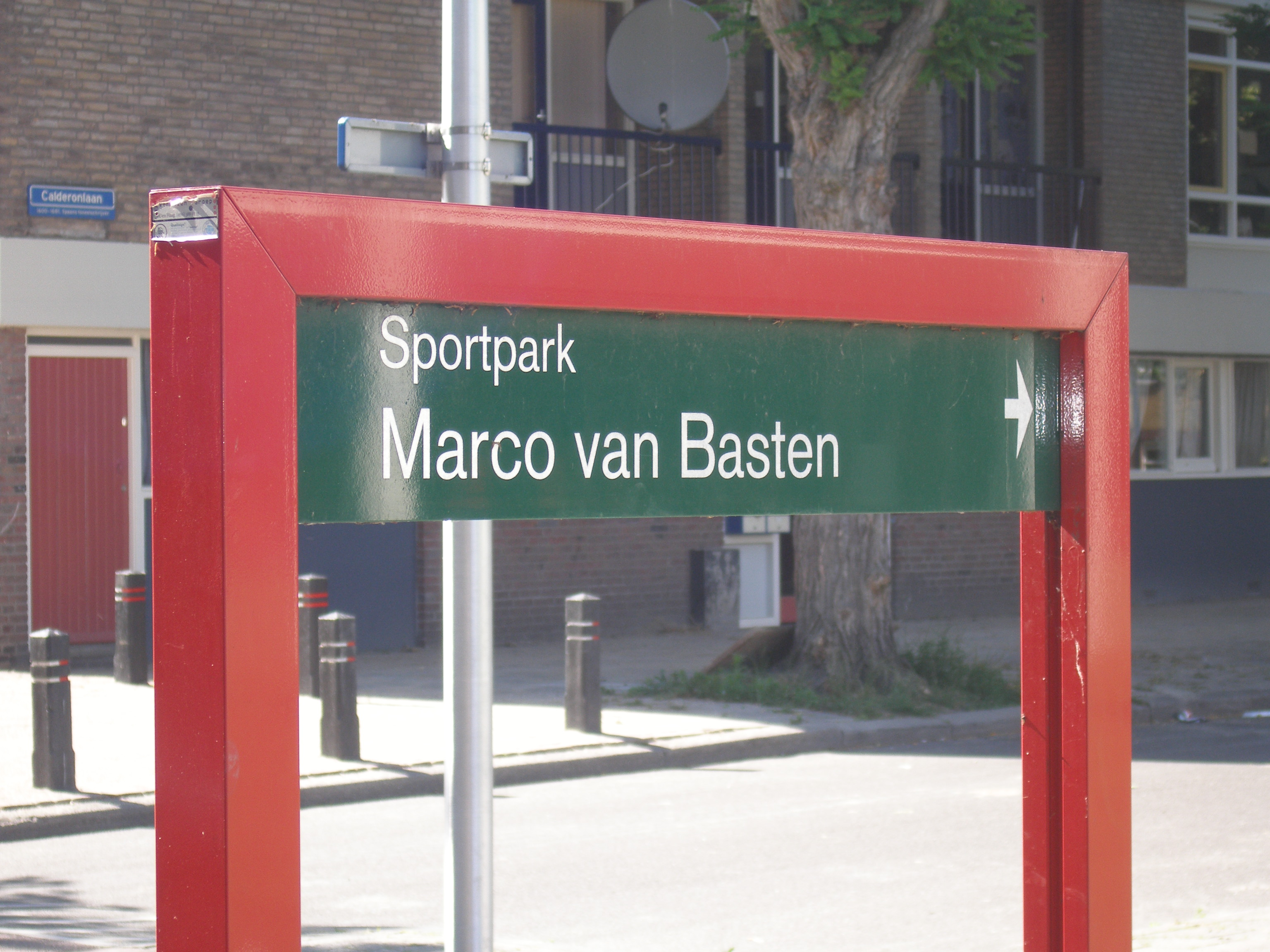
Señal indicando la ubicación del Sportpark Marco van Basten en Utrecht

- Jugador más joven en marcar un gol en su debut en la Eredivisie (17 años y 154 días).[200]
- Jugador con más goles en un partido de la Copa de la UEFA: 5 goles.[201]
- Jugador con más goles en un partido de clasificación para la Eurocopa: 5 goles.[202]
- 2.o jugador con más goles en un partido de la Eredivisie: 6 goles.[203]
- Jugador con más goles goles en una temporada de la Eredivisie: 37.[204]
- 6.o jugador con más asistencias en una temporada de la Eredivisie: 19.[205]
- 2.o jugador que más veces ha sido máximo goleador neerlandés: 4 veces.[206]
- 3.er jugador que más goles ha marcado en la historia del Ajax de Ámsterdam: 152 goles (tras Johan Cruyff: 188 y Klaas-Jan Huntelaar: 158).[207]
- 2.o máximo goleador de la historia del Ajax de Ámsterdam en la Recopa: 6 goles (tras John Bosman: 9).[208]
- 7.o máximo goleador de la historia del A. C. Milan: 125 goles (tras Gunnar Nordahl: 214, Andriy Shevchenko: 175, Gianni Rivera: 163, José Altafini: 150, Aldo Boffi: 130 y Filippo Inzaghi: 126).[209]
- Máximo goleador neerlandés en un partido: 5 goles contra Malta el 19-12-1990.[210]
- 3.er máximo goleador neerlandés en la Eurocopa: 5 goles (tras Ruud van Nistelrooy: 6 y Patrick Kluivert: 6).[211]
- 4.o entrenador con más partidos de la selección neerlandesa: 52 (tras Bob Glendenning: 87, Dick Advocaat: 55 y Rinus Michels: 53).[212]
- 10.o máximo goleador con la selección neerlandesa: 24 goles (tras Robin van Persie: 47, Patrick Kluivert: 40, Dennis Bergkamp: 37, Faas Wilkes: 35, Johan Cruyff: 33, Abe Lenstra: 33, Ruud van Nistelrooy: 33, Bep Bakhuys: 28 y Kick Smit: 26).[213]

## Vida privada
Su abuelo fue campeón de los Países Bajos de levantamiento de peso, y su padre, Joop van Basten, fue jugador de fútbol en el DOS Utrecht y el UVV Utrecht, además de entrenador en varios clubes aficionados. Tiene dos hermanos mayores, Stanley (seis años mayor) y Carla (ocho años mayor). En su infancia sufrió la separación de sus padres, además de una larga enfermedad que padeció su madre, Lenie, que falleció en 2007. Su padre murió en 2014.
Su esposa se llama Liesbeth van Capelleveen, con la cual se casó el 21 de junio de 1993 en un castillo a las afueras de Utrecht. Fue padre por primera vez de una niña llamada Rebecca el 25 de mayo de 1990. Su segunda hija se llama Deborah y el tercero Alexander, que nació el 16 de mayo de 1997.
Tras retirarse como jugador de fútbol se trasladaron a vivir a Mónaco, donde habitualmente practicaba golf. En los siguientes años disputó varios torneos importantes como el KLM Open o el Alfred Dunhill Links Championship. Se trasladaron a vivir a Badhoevedorp, el pueblo de Liesbeth, y a veces viajaban a su casa de Mónaco. En noviembre de 2008, y siendo entrenador del Ajax, se compró una mansión en Oranje Nassaulaan, Ámsterdam.